# Szopienice
Szopienice (niem. Schoppinitz; do poł. XIX wieku Schopinitz) – część Katowic, położona w północno-wschodnim rejonie miasta, nad Rawą, około 8 km na wschód od centrum, na terenie dzielnicy Szopienice-Burowiec. W latach 1947–1959 samodzielne miasto.
Historia Szopienic sięga XIV wieku, gdy była po raz pierwszy wzmiankowana jako wieś lenna mysłowickiego. Do I połowy XIX wieku pozostawała osadą rolniczą, po czym w 1834 roku spółka Georg von Giesches Erben oddała do użytku hutę cynku „Wilhelmina” (później Huta Metali Nieżelaznych „Szopienice”). W tym okresie powstały również pierwsze kopalnie węgla kamiennego. W 1846 roku do Szopienic dotarła kolej. W 1930 roku połączono Szopienice z Roździeniem w jedną gminę, a w latach 1947–1959 Szopienice były osobnym miastem, po czym zostały włączone do Katowic jako ich dzielnica. Po likwidacji przemysłu ciężkiego w latach 90. XX wieku rozwijają się inne gałęzie gospodarki, a same Szopienice pozostają ośrodkiem mieszkaniowo-usługowym. W 2007 roku Szopienice liczyły około 10,1 tysięcy mieszkańców.

## Geografia

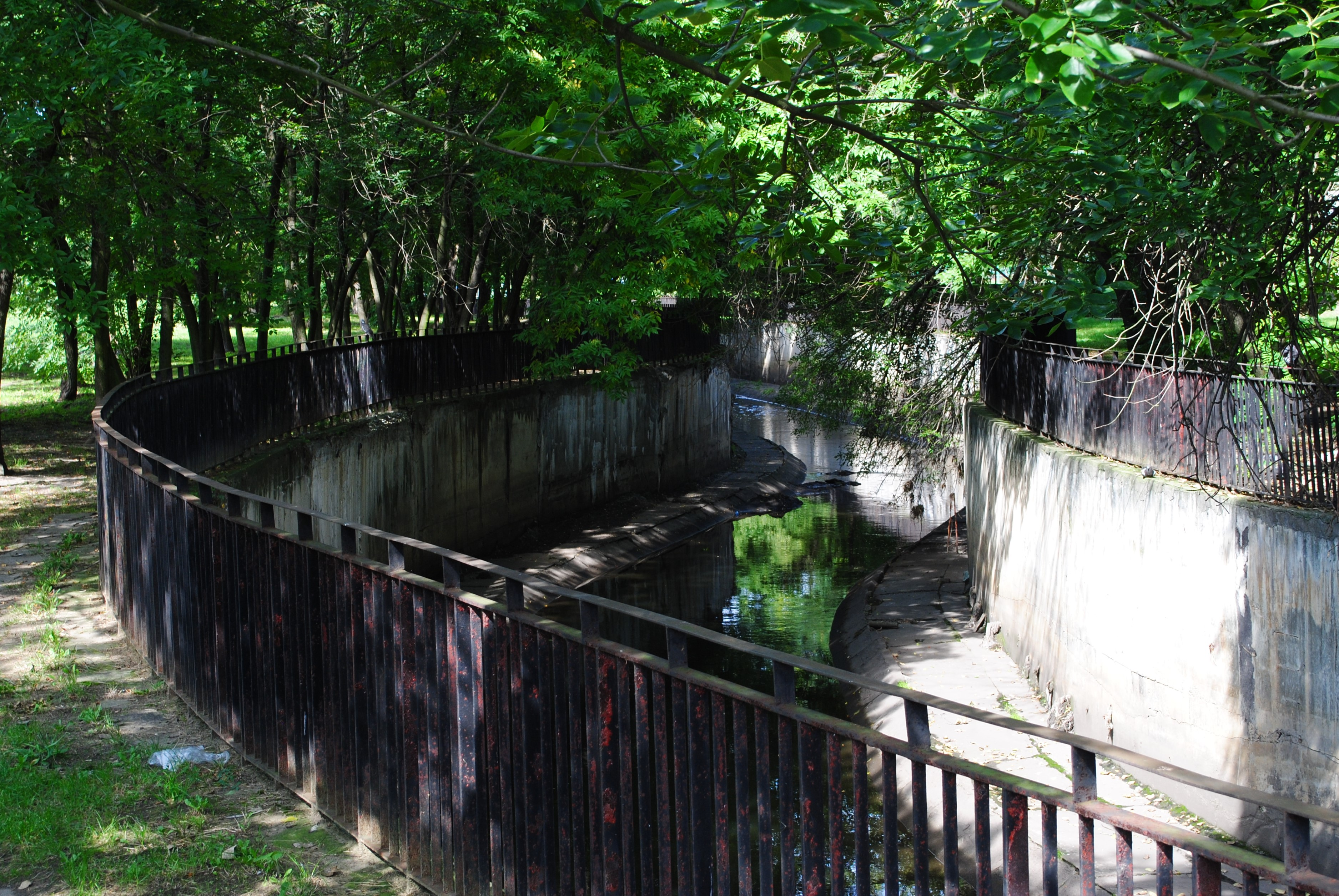
Rawa na wysokości ul. Przelotowej

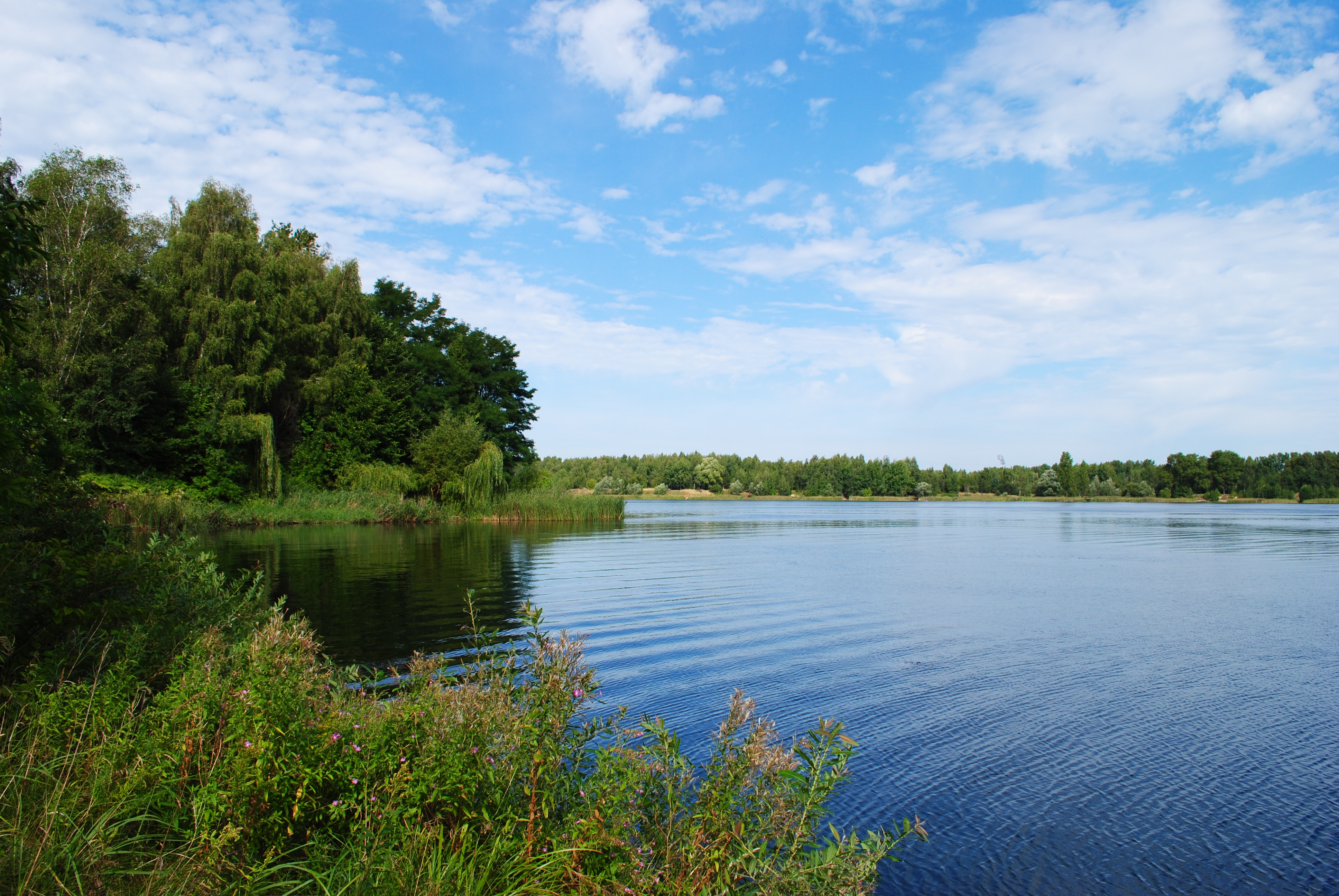
Fragment stawu Morawa w zespole przyrodniczo-krajobrazowym „Szopienice-Borki”

Szopienice pod względem administracyjnym położone są w województwie śląskim i stanowią część dzielnicy Katowic – Szopienice-Burowiec, zlokalizowanej w północno-wschodnim rejonie miasta, w odległości około 8 km od centrum. Szopienice graniczą od zachodu (za Roździeniem) z Burowcem, od północy z Sosnowcem, od wschodu (za Stawiskami i Drugimi Szopienicami) z Mysłowicami (z Janowem Miejskim oraz Szabelnią), natomiast od południa (za Wilhelminą) z Janowem.
Według podziału fizycznogeograficznego Jerzego Kondrackiego Szopienice znajdują się w mezoregionie Wyżyna Katowicka (341.13), natomiast pod względem historycznym znajdują się we wschodniej części Górnego Śląska.
Pod względem budowy geologicznej Szopienice położone są w zapadlisku górnośląskim, które wypełnia utwory pochodzące z karbonu (głównie zlepieńce, piaskowce i łupki ilaste zawierające pokłady węgla kamiennego). W Szopienicach utwory karbonu są prawie w całości przykryte przez warstwy pochodzące z czwartorzędu (plejstocenu i holocenu). Obszar Szopienic zbudowany jest na piaskach i żwirach glacjalnych i fluwioglacjalnych, natomiast rejon ulicy Lwowskiej z eluwiów piaszczystych i pylastych glin zwałowych. Utwory te powstały pod wpływem trwających w plejstocenie zlodowaceń. Utwory holoceńskie w postaci osadów rzecznych wypełniają dolinę Rawy.
Najwyższy punkt Szopienic wznosi się powyżej 270 m n.p.m. Obszar ten znajduje się w jednostce morfologicznej Wyżyna Siemianowicka. Centralna część osady położona jest w Obniżeniu Rawy, natomiast wschodnia część (Drugie Szopienice) oraz rejon zespołu przyrodniczo-krajobrazowego „Szopienice-Borki” położony jest w Kotlinie Mysłowickiej. Tam też, przy granicy z Sosnowcem, znajduje się najniżej położony punkt, wynoszący około 250 m n.p.m. Gleby Szopienic posiadają IV klasę bonitacyjną.
Klimat Szopienic nie wyróżnia się zbytnio od klimatu dla całych Katowic, a jedynie jest modyfikowany przez lokalne czynniki (topoklimat). Występuje tu klimat umiarkowany przejściowy z przewagą prądów oceanicznych nad kontynentalnymi. Dominują wiatry zachodnie (około 60% udziału), a w mniejszym stopniu wschodnie i południowe. Średnia roczna temperatura w wieloleciu 1961–2005 dla stacji na Muchowcu wynosi 8,1 °C. Średnie roczne usłonecznienie w wieloleciu 1966–2005 wynosiło 1474 godziny. Średnia roczna suma opadów dla wielolecia 1951–2005 wynosiła 713,8 mm.
Przez Szopienice z zachodu na wschód przepływa Rawa, która jest położona w dorzeczu Wisły. W zlewni Rawy położona jest większa część Szopienic, natomiast rejon stawów przy granicy z Sosnowcem jest w strefie bezodpływowej zlewni Brynicy. Tam też znajduje się kompleks stawów Szopienice-Borki, z czego stawy Morawa, Hubertus III, II i IV to jednocześnie cztery największe stawy w całych Katowicach. Obszar ten obejmuje zespół przyrodniczo-krajobrazowy „Szopienice-Borki” (stanowi on ostoję dla roślin i zwierząt wodnych, a także ważek). Znaczna część obszaru Szopienic jest silnie przekształcona przez człowieka, zwłaszcza w rejonie dawnej Huty Metali Nieżelaznych „Szopienice”, gdzie występuje przeważnie roślinność ruderalna. W Szopienicach znajduje się szereg parków i obszarów urządzonych, w tym park Antona Uthemanna, park Olimpijczyków i skwer Janusza Sidły.

## Nazwa
Zanim w wyniku procesów urbanizacyjnych miejscowość stała się obecną dzielnicą Katowic, była osobną wsią i notowana była w języku polskim oraz niemieckim. Pierwotnie Szopienice były wymienione w 1360 roku jako Szopieńce. W alfabetycznym spisie miejscowości na terenie Śląska wydanym w 1830 roku we Wrocławiu przez Johanna Knie wieś występuje pod polską nazwą Schopieniec oraz niemiecką Schopinitz. Według słownika geograficznego Królestwa Polskiego z 1892 roku używana była również nazwa Szopieniec, a na początku XVI wieku Szopiniec.

## Części Szopienic
- Antoniów (niem. Antonienhof) – dawny folwark Szopienic, położony na prawym brzegu Rawy, przy obecnej ulicy Ratuszowej;
- Helgoland (niem. Helgoland) – kolonia przyfabryczna huty cynku „Wilhelmina” położona przy dawnej granicy z Roździeniem i Janowem, wzdłuż obecnej ulicy Lwowskiej;

- Morawa (niem. Murawa Colonie) – kolonia położona na lewym brzegu Rawy, przy obecnej ulicy Morawa (na wschód od ul. J. Kantorówny);
  - Osiedle Morawa, pierw. Osiedle Franciszka Rybki – powojenne osiedle mieszkaniowe położone we wschodniej części kolonii Morawa;
- Roździeń (niem. Rosdzin) – zachodnia część Szopienic w rejonie ulic Obrońców Westerplatte i J. Korczaka; pierwotnie osobna gmina;
- Stawiska (niem. Colonie Stawiska) – dawny przysiółek nadrzeczny (koło obecnej ul. Hodowców) oraz pobliska kolonia przy dawnym szybie „Maria” (przy obecnej ul. Krakowskiej), położone na lewym brzegu Boliny, przy granicy z Mysłowicami i Janowem Miejskim;
- Uthyman, też Utheman (niem. Uthemann) – zabudowania dawnej huty cynku „Uthemann” w rejonie obecnej ulicy ks. mjr. K. Woźniaka;
- Wilhelmina (niem. Wilhelmine-Hütte) – kolonia przyfabryczna huty „Wilhelmina” położona przy dawnej granicy z Janowem, wzdłuż obecnej ulicy Krakowskiej;
- Drugie Szopienice (niem. Städtisch Schoppinitz) – wschodnia część Szopienic położona na za linią kolejową do Sosnowca, na prawym brzegu Rawy, przy granicy z Mysłowicami, przy obecnej ulicy Wiosny Ludów i Chemicznej; do 1951 roku znana jako Szopienice Miejskie.

## Historia

### Początki

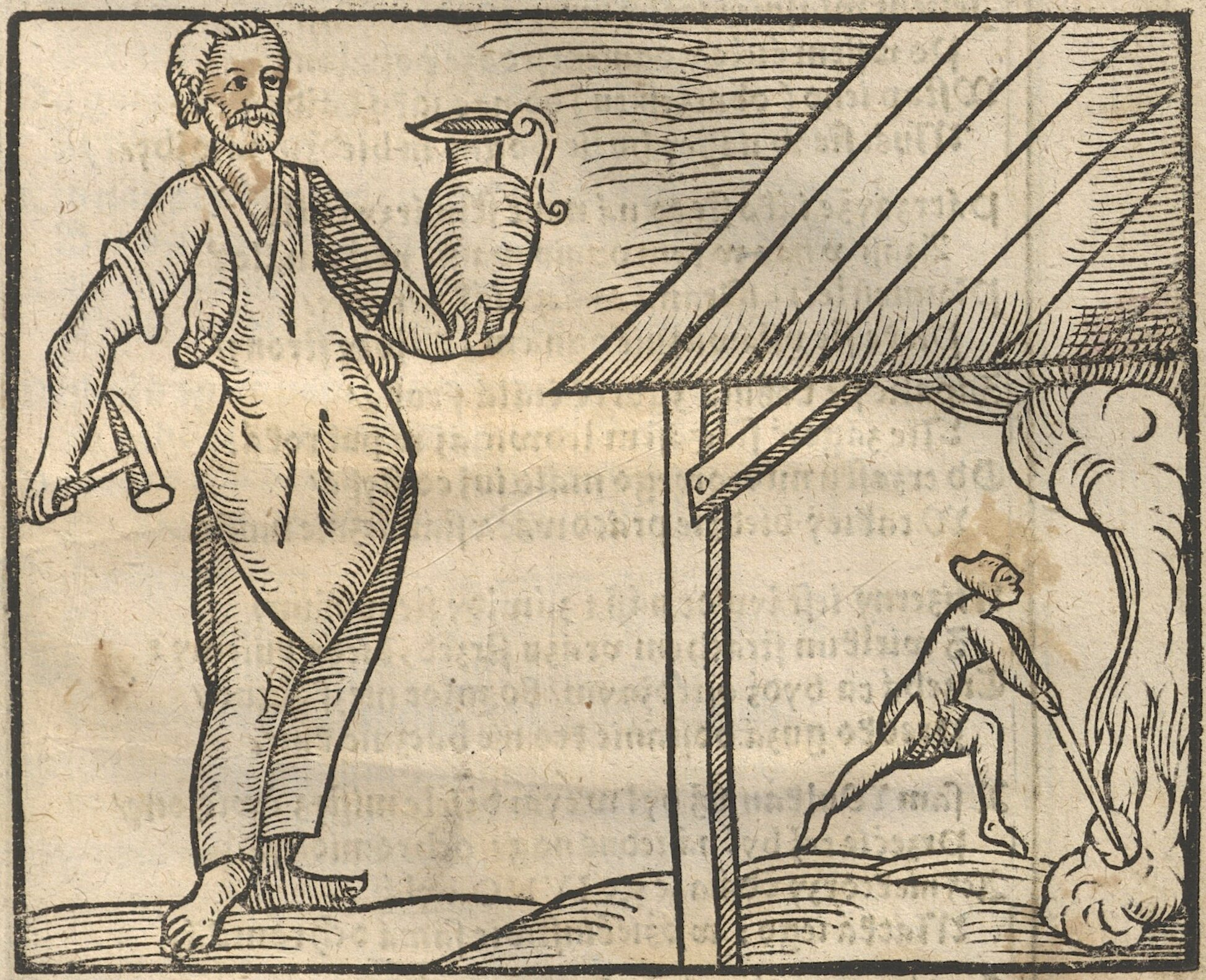
Walenty Roździeński na drzeworycie z poematu Officina ferraria

Szopienice były wzmiankowane w 1360 roku jako wieś w lennie mysłowickim, będąca własnością Ottona z Pilicy, potwierdzoną dokumentem księcia raciborskiego Mikołaja II. Ten sam dokument potwierdza także własność sąsiedniej wsi Roździeń. Szopienice zostały najechane i zniszczone w 1430 roku w czasie wojen husyckich. Do połowy XVI wieku wieś pozostała niezamieszkana. W 1546 uruchomiono w sąsiednim Roździeniu jeden z pierwszych w okolicy warsztatów kuźniczych żelaza. Stąd też pochodził Walenty Roździeński – śląski hutnik i pisarz, autor wierszowanego poematu Officina ferraria, abo huta i warstat z kuźniami szlachetnego dzieła żelaznego, wydanego w Krakowie w 1612 roku.
W latach 70. XVI wieku osadnicy ponownie osadzili się w Szopienicach – osiadają wówczas we wsi Mateusz, Stobraw i Marcin. W tym samym czasie działały tu ruchy reformacyjne. Wówczas Szopienice były własnością mysłowickiej rodziny Salamonów, spokrewnionej z arcybiskupem krakowskim i niedopuszczającej do szerzenia się haseł reformacyjnych na terenie swych posiadłości. Na skutek konfliktu z Katarzyną Salamon z kuźni musiał w 1595 roku odejść Walenty Roździeński. Szopienice w XVI i XVIII wieku było małą osada rolniczą. Ponadto prowadzono tu hodowlę zwierząt i wyrąb lasów. Szopienice, założone na prawie niemieckim, posiadała własny samorząd gminny dzięki posiadaniu wolnego sołectwa. Było ono do 1614 roku, gdy Szopienice zostało wykupione przez spadkobierców Katarzyny Salomonowej. W 1656 roku Szopienice stały się własnością Mieroszewskich, którzy są w ich posiadaniu przez następne dwieście lat.
W 1784 roku Szopienice liczyły 79 osób. W 1819 roku mieszkało tu 158, a w 1830 roku 196 osób. W Szopienicach istniał folwark Antoniów o powierzchni powyżej 2 tysięcy morgów. W XIX wieku folwark specjalizował się w hodowli zwierząt – krów i koni.

### Rozwój przemysłu i okres do I wojny światowej

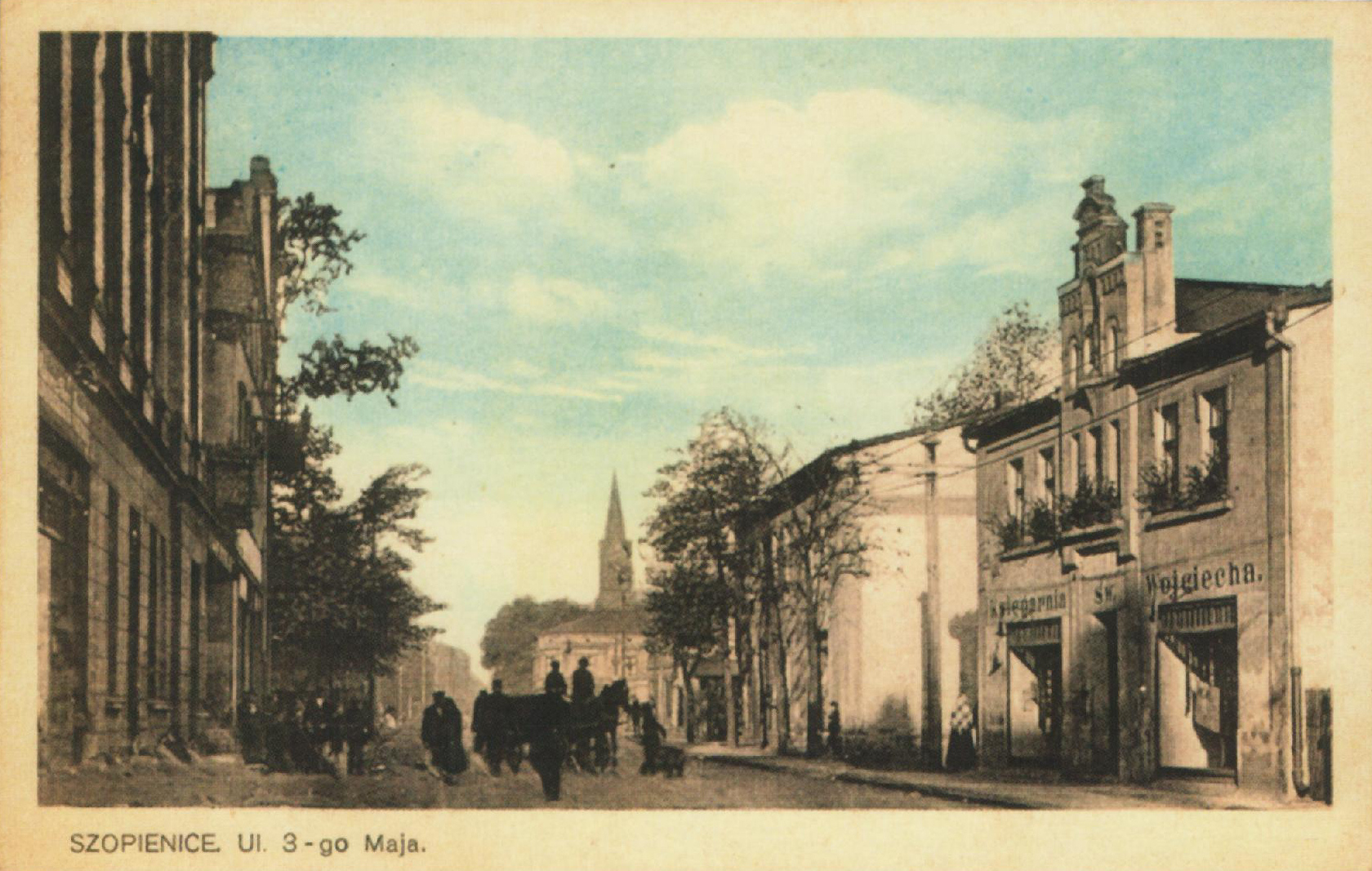
Pocztówka przedstawiająca ulicę Wiosny Ludów z 1913 roku

Rozwój przemysłu w Szopienicach rozpoczął się w I połowie XIX wieku. Wówczas to w 1834 roku spółka Georg von Giesches Erben uruchomiła hutę cynku „Wilhelmina” (później Huta Metali Nieżelaznych „Szopienice”). Wraz z nią, przy granicy z Janowem, powstała kolonia robotnicza Wilhelmina oraz kolonie domów robotniczych, w tym znajdująca się po zachodniej części ulicy Lwowskiej kolonia Helgoland. W późniejszym czasie powstają pierwsze kopalnie węgla kamiennego – „Edwin”, „Teichmannshoffnung” i „Abendroth”. W 1836 roku wybudowano pierwszą utwardzoną drogę, przebiegająca z Katowic do Mysłowic przez kolonię Wilhelmina (obecnie ul. Krakowska).
W 1857 roku w sąsiednim Roździeniu rozpoczęła działalność 4-klasowa szkoła ewangelicka (po rozszerzeniu liczby klas do 7 przeniesiona do gmachu dzisiejszej Szkoły Podstawowej nr 55). W latach 1860–1865 przy dzisiejszej ulicy Morawa wzniesiono kolonię robotniczą – familoki dla pracowników hut koncernu Georg von Giesches Erben (kolonia Morawa). Wraz z rozwojem przemysłu szybko wzrasta liczba ludności – w 1855 roku w Szopienicach mieszkało 1006 osób, w 1861 roku było ich 1868, a w 1890 roku, wraz z ludnością kolonii Wilhelmina, Szopienice liczyły 6 177 mieszkańców.

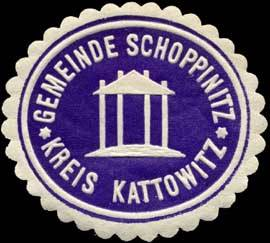
Zalepka dawnej gminy Szopienice

W 1868 roku otwarto stację Szopienice Północne na linii Kolei Prawego Brzegu Odry łączącej Wrocław z Dziedzicami (ob. Czechowice-Dziedzice) przez Olesno, Tarnowskie Góry, Bytom, Siemianowice. Pszczynę. Dwa lata później zostaje także przystanek kolejowy Szopienice Południowe na wcześniej już otwartej linii Katowice – Mysłowice / Sosnowiec. W 1900 roku do Szopienic doprowadzono linię tramwajową łączącą Królewską Hutę przez Hajduki (obecnie Chorzów Batory), Katowice i Zawodzie do Mysłowic
Dnia 24 lutego 1872 (bądź 1 lipca 1871) roku erygowano rzymskokatolicką parafię św. Jadwigi Śląskiej. Dnia 15 października 1884 roku odbyła się uroczystość poświęcenia kamienia węgielnego pod budowę kościoła św. Jadwigi Śląskiej. Jej budowę ukończono w 1887 roku, natomiast kościół konsekrowano 1 maja 1902 roku. W 1888 roku założono cmentarz ewangelicki, a 13 marca 1899 roku rozpoczęła się budowa ewangelickiego kościoła Zbawiciela. 25 kwietnia 1899 odbyła się uroczystość poświęcenia kamienia węgielnego, a 6 marca 1901 roku poświęcono kościół. W przełomie XIX i XX wieku dochodzi do integracji dwóch sąsiednich osad – Szopienic i Roździenia. Pomiędzy nimi rozwija się wspólne centrum w rejonie ulic: Lwowskiej, ks. bp. H. Bednorza i J. Kantorówny, gdzie prócz kościołów powstała również szkoła i centrum handlowe.
W 1904 roku powstała organizacja pn. Towarzystwo dla Kobiet (późniejsze Towarzystwo Polek, którym kierowała m.in. Maria Lucyga). W tym samym okresie wybudowano nowy, neogotycki budynek szkoły żeńskiej (obecnie gmach VI Liceum Ogólnokształcącego). W 1905 roku gmina Szopienice liczyła 8 862 osoby, a w 1910 roku było ich 10 339. Same zaś Szopienice zamieszkiwało wówczas 9 729 osób, z czego mieszkańców polskojęzycznych było 8 026, a posługujących się językiem polskim i niemieckim 242 osoby.
Dnia 1 stycznia 1912 roku spółka Georg von Giesches Erben uruchomiła pierwszą halę huty cynku „Uthemann”. W 1918 roku reaktywowano oddział Towarzystwa Gimnastycznego „Sokół”, kierowanego przez H. Jarczyka i St. Fojcika. Ponadto powstały: komórka Polskiej Organizacji Wojskowej Górnego Śląska, Towarzystwo Śpiewu „Wyspiański” i bank Kupiecko-Przemysłowy.

### Powstania śląskie i plebiscyt

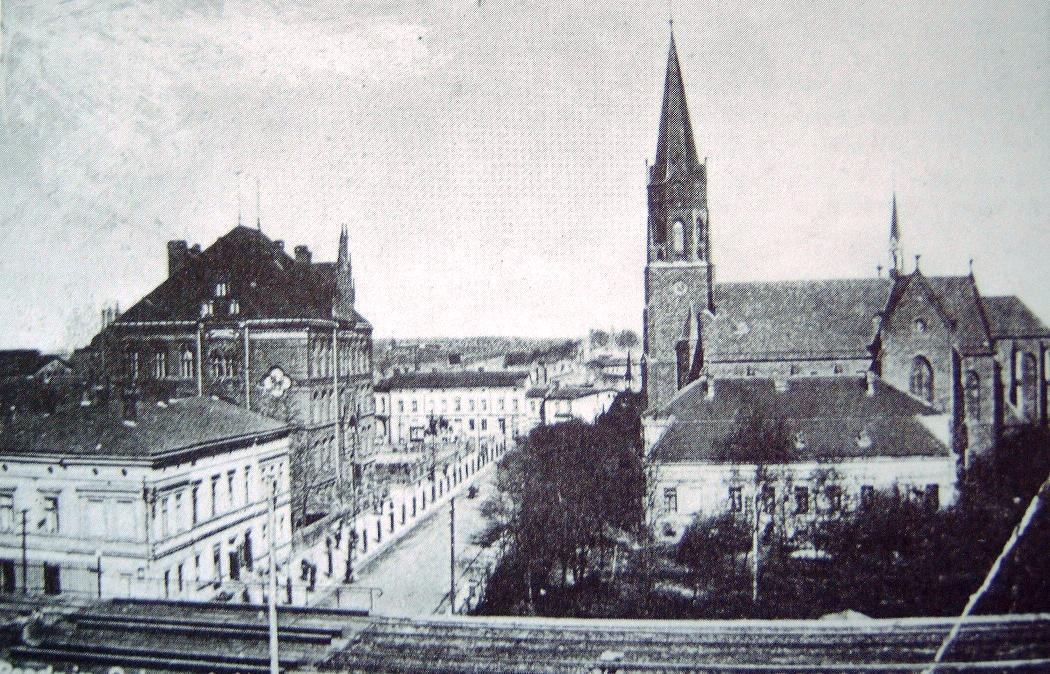
Centrum Szopienic w 1922 roku

Powstańcy z Szopienic brali czynny udział w powstaniach śląskich, a jednocześnie osada ta miała ważne znaczenie ze względu na jej lokalizację przy granicy państwowej, a wraz z tym możliwość kontaktu z odrodzonym państwem polskim na mostach drogowych i kolejowych na Brynicy. W czasie I powstania śląskiego w 1919 roku powstańcy pod dowództwem Piotra Łyszczaka rozbroili w Szopienicach żołnierzy niemieckich i opanowali gminę bez większego oporu. W II powstaniu śląskim, w dniu 18 sierpnia 1920 roku powstańcy pod dowództwem Jana Emila Stanka rozbroili niemiecki oddział Sipo. W trakcie plebiscytu 70% mieszkańców gminy zagłosowało za przyłączeniem Szopienic do Polski. W 1921 roku w Szopienicach w budynku przy ulicy Lwowskiej 2 (obecnie siedziba VI Liceum Ogólnokształcącego im. J. Długosza) znajdowała się siedziba Wojciecha Korfantego i Naczelnej Komendy Wojsk Powstańczych III powstania śląskiego. Sami zaś powstańcy szopieniccy brali udział w walkach o Kędzierzyn i pod Górą Św. Anny. Wojsko polskie wkroczyło na teren Szopienic 20 czerwca 1922 roku. W trakcie uroczystości na moście na Brynicy brali udział generałowie: Stanisław Szeptycki i Kazimierz Horoszkiewicz, a także dyktator III powstania śląskiego – Wojciech Korfanty.

### Lata międzywojenne i II wojna światowa

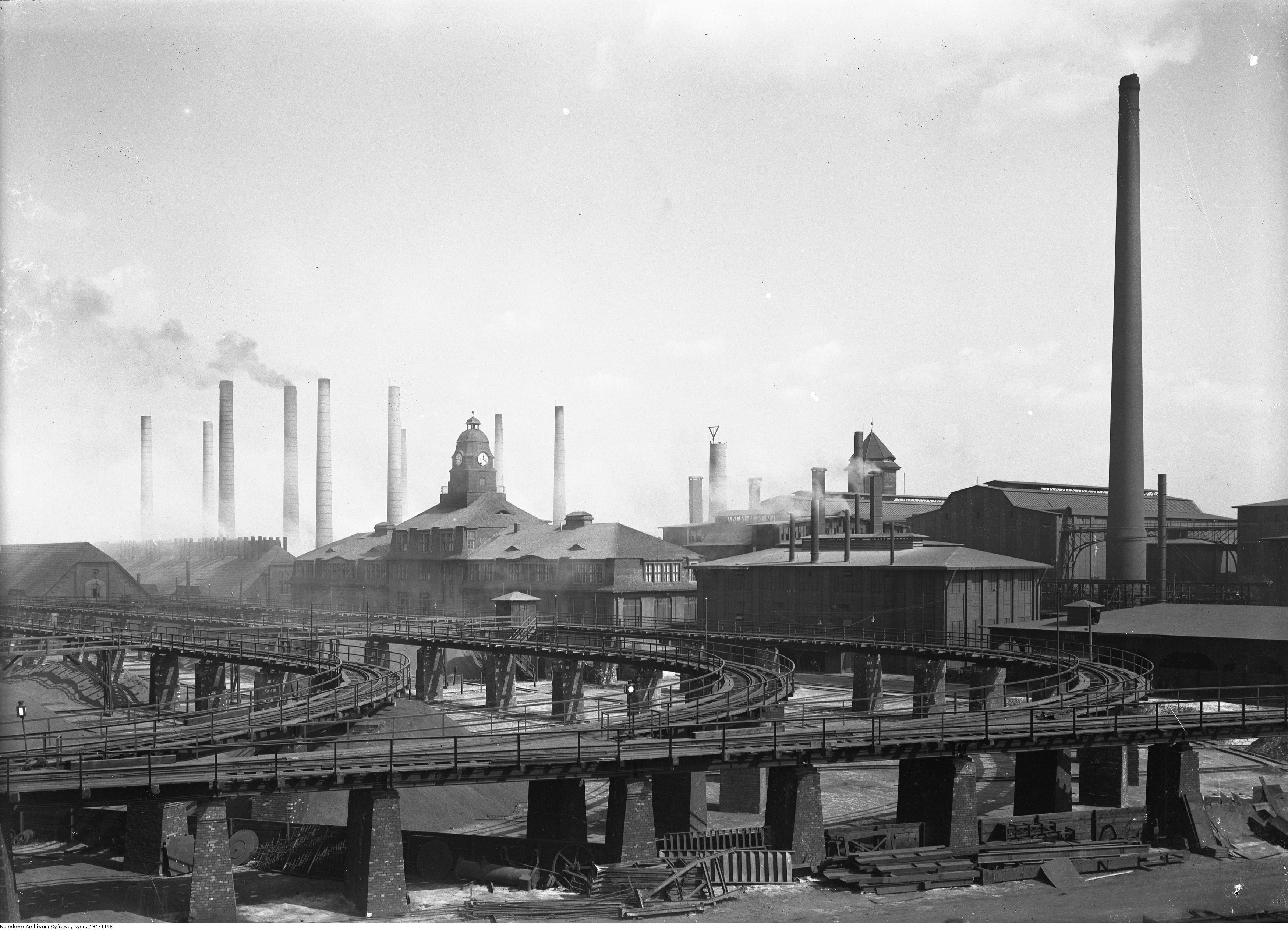
Huta cynku „Uthemann” (1927 rok)

W latach międzywojennych zaszły w Szopienicach przemiany administracyjne. W 1924 roku zlikwidowano obszary dworskie, włączając jeden z nich do Szopienic. 1 grudnia 1930 roku połączono Szopienice i Roździeń w jedną gminę Roździeń-Szopienice, natomiast 14 stycznia 1934 roku zmieniono nazwę gminy na Szopienice. W tym czasie powstał ratusz oraz okoliczne budynki w rejonie ulicy Wiosny Ludów. W czasie kryzysu gospodarczego dochodziło do częstych protestów, w tym pracowników huty „Uthemann” i fabryki sygnałów „Ropag”, którymi przewodzili miejscowi komuniści.
W 1939 roku ustawą Sejmu Śląskiego z dnia 10 lipca 1939 roku, Szopienice uzyskały z dniem 1 stycznia 1940 roku ustrój miejski, lecz z powodu okupacji niemieckiej ustawę wykonano dopiero 1 stycznia 1947 roku. We wrześniu 1939 roku Szopienice zostały zajęte przez wojska niemieckie, a sama zaś osada była miejscem terroru hitlerowskiego. Miejscem kaźni był komisariat policji przy ulicy Lwowskiej 15. Szopienice zostały zajęte przez oddziały Frontu Ukraińskiego Armii Czerwonej w dniu 27 stycznia 1945 roku.

### Lata powojenne
Od 1 grudnia 1945 roku do 31 grudnia 1946 roku Szopienice były siedzibą wiejskiej gminy Szopienice. 1 kwietnia 1951 roku zniesiono gminę miejską i utworzono powiat miejski Szopienice do którego włączono zniesione gminy Dąbrówka Mała i Janów, a także należące jak dotąd do Mysłowic Szopienice Miejskie, natomiast 31 grudnia 1959 roku przyłączono Szopienice do Katowic.
W latach 70. XX wieku działała w Szopienicach Jolanta Wadowska-Król – lekarka pediatra, która przez osiem lat ratowała dzieci mieszkające w Szopienicach przed ołowicą. Ponadto dział tu również Edmund Gryglewicz – lekarz hutniczy, który m.in. zajmował się medycyną pracy w Hucie Metali Nieżelaznych „Szopienice” i był ordynatorem Szpitalu Miejskiego nr 7 przy ulicy J. Korczaka. 1 maja 1984 roku powstała Izba Tradycji Hutniczych Huty Metali Nieżelaznych „Szopienice”, natomiast w 2004 roku powstało stowarzyszenie, mające na celu utworzenie Muzeum Hutnictwa Cynku.
W czerwcu 1992 roku w Szopienicach odbyły się uroczystości związane z przyłączeniem Górnego Śląska do Macierzy, w której uczestniczyli m.in. arcybiskup Damian Zimoń oraz wojewoda katowicki Wojciech Czech. Odsłonięto wówczas Pomnik Powstańca Śląskiego na placu Powstańców Śląskich.
Na początku lat 90. XX wieku, 1 stycznia 1992 roku podzielono Katowice na 22 pomocnicze jednostki samorządowe, a obszar Szopienic wszedł w granicę dzielnicy Szopienice-Burowiec. W dniu 27 stycznia 2023 roku doszło do wybuchu w budynku plebanii ewangelicko-augsburskiej wspólnoty parafialnej, w wyniku którego życie straciły dwie osoby, a sam budynek został zniszczony.

## Gospodarka

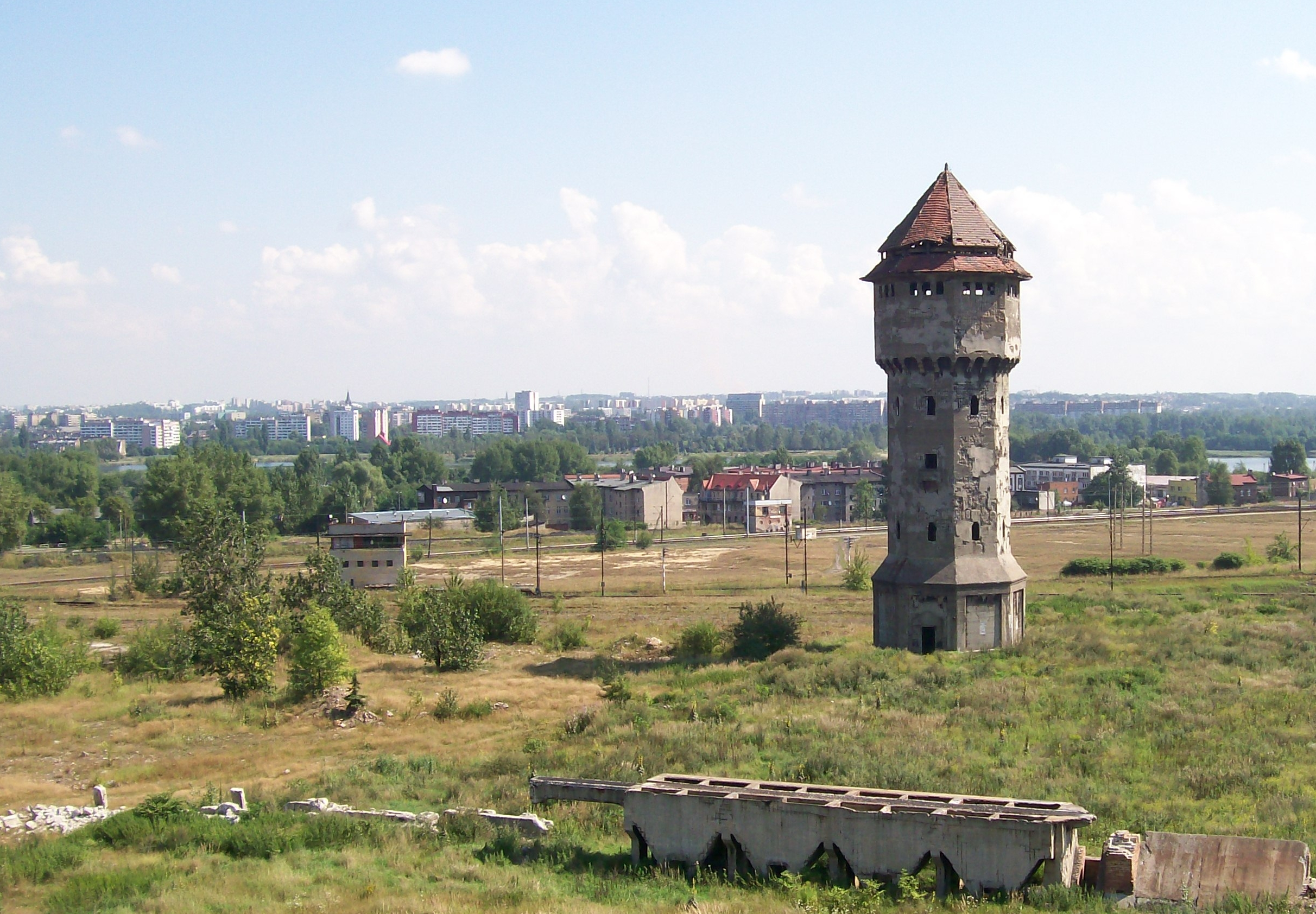
Tereny po likwidowanej Hucie Metali Nieżelaznych „Szopienice”

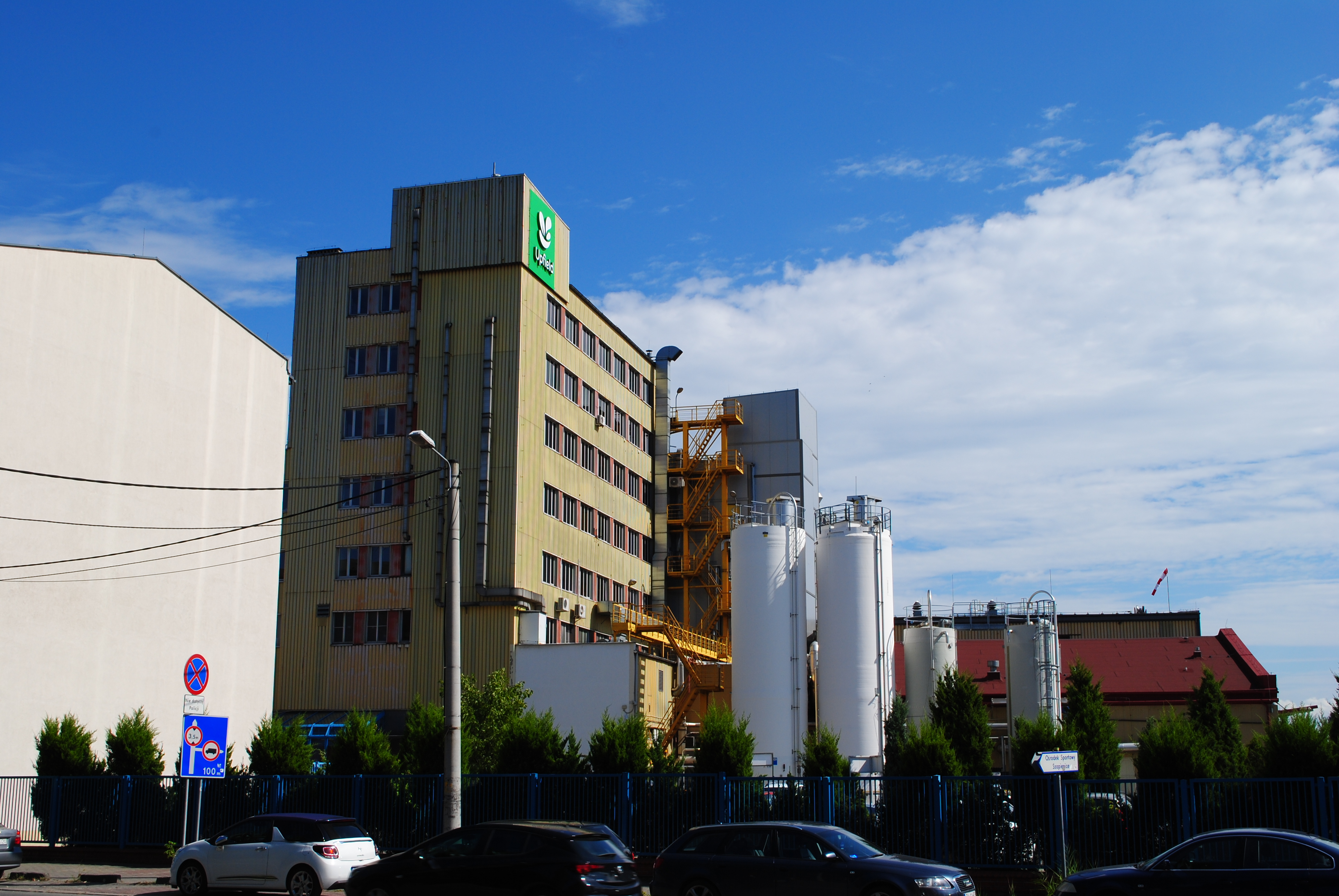
Zakład produkcyjny Unilever Polska przy ulicy Kołodziejskiej

Szopienice do połowy XIX wieku było wsią rolniczą. Wówczas to osada zaczęła przekształcać się w ośrodek przemysłowy. W II połowie XIX wieku funkcjonowała huta szkła „Sonnenfeld”, która istniała na terenie huty cynku „Wilhelmina (Huta Metali Nieżelaznych „Szopienice”), założonej przez spółkę Georg von Giesches Erben. W latach 1906–1908 w rejonie obecnej ulicy ks. mjr. K. Woźniaka powstaje kompleks nowoczesnych zakładów cynkowych wraz z hutą, prażalnią, fabryką wyrobów ogniotrwałych i kwasu solnego. Projektantami zabudowań byli Emil i Georg Zillmannowie.
Powstały w tym okresie również kopalnie węgla kamiennego – „Edwin” (funkcjonowała do 1841 roku), „Teichmannshoffnung” (od 1868 roku) i „Abendroth” (od 1872 roku). W 1886 roku w Szopienicach powstała pierwsza na terenach Górnego Śląska spółdzielnia – Konsum Śląski Roździeń-Szopienice. W centralnej części Szopienic znajdowała się wówczas ich centrala, magazyny, wytwórnia wody sodowej i inne zakłady przemysłu spożywczego. Do 1924 roku w Szopienicach funkcjonował również folwark Antoniów. W 1861 roku posiadał on m.in. 443 morgi ziemi ornej oraz 1596 mórg lasów. W latach międzywojennych powstały w Szopienicach nowe zakłady przemysłowe, w tym Górnośląska Fabryka Octu Winnego czy Fabryka Chemiczna P. Strahl. Po II wojnie światowej huta cynku i ołowiu została przekształcona na hutę miedzi i mosiądzu, natomiast na bazie zakładów tłuszczowych „Alboril” („Strahl”) powstały Śląskie Zakłady Przemysłu Tłuszczowego (obecnie Unilever).
Od lat 90. XX wieku gospodarka Szopienic przechodzi restrukturyzację. Od 2008 roku Huta Metali Nieżelaznych „Szopienice” jest w likwidacji. Obszary przemysłowe przekształciły się zaś w centra magazynowe dla licznych hurtowni. Według stanu z września 2020 roku, na terenie Szopienic z większych zakładów działają tu m.in.:
- „Bumech” (ul. Krakowska 191) – przedsiębiorstwo branży górniczej i maszynowej, specjalizujące się w drążeniu wyrobisk podziemnych, serwisie maszyn, produkcji urządzeń i maszyn górniczych oraz wyrobów z gumy[47],
- „Mistal” (ul. Woźniaka 4) – hurtownia metali, specjalizująca się w rurach stalowych[48],
- Odlewnia Metali „Szopienice” (ul. Woźniaka 24) – wydzielona w 2001 roku ze spółki Huta Metali Nieżelaznych „Szopienice” – produkcja półproduktów z miedzi i jej stopów, odlewnictwo żeliwa, staliwa, ołowiu, cynku i cyny oraz stopów metali (np. cynkowo-aluminiowych)[49],
- Selgros Cash & Carry Katowice (ul. Lwowska 32) – jedno z centrów Selgros Cash&Carry, ogólnopolskiej sieci hal handlu hurtowego[50],
- Unilever Polska – zakład produkcyjny (ul. Kołodziejska 2)[51] – jeden z czterech zakładów firmy w Polsce; zakład w Szopienicach zajmuje się m.in. konfekcjonowaniem herbaty; posiada on dwie hale i w 2009 roku zatrudniał około 400 osób[52].

## Transport

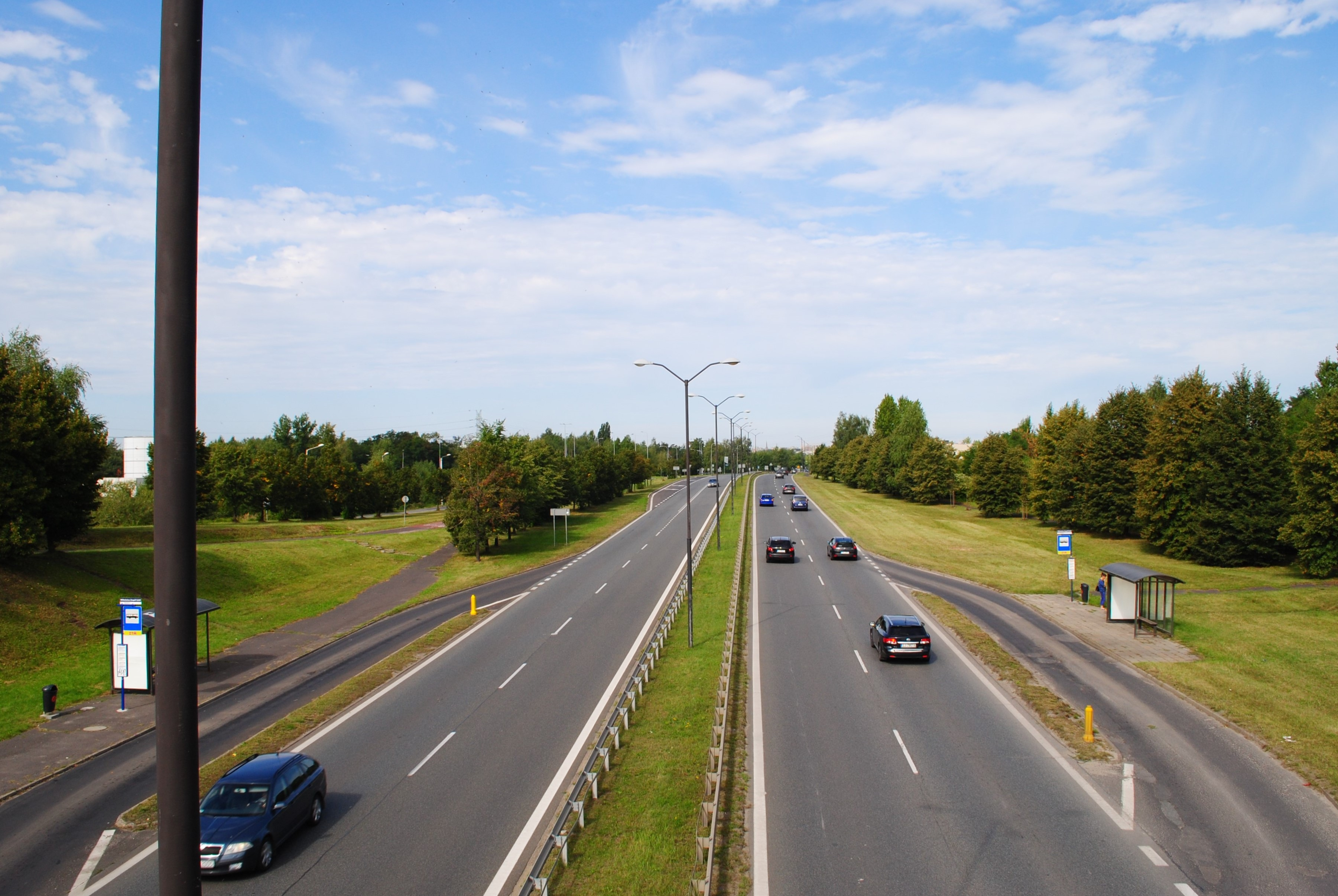
Ulica Bagienna na wysokości ulicy Szopienickiej

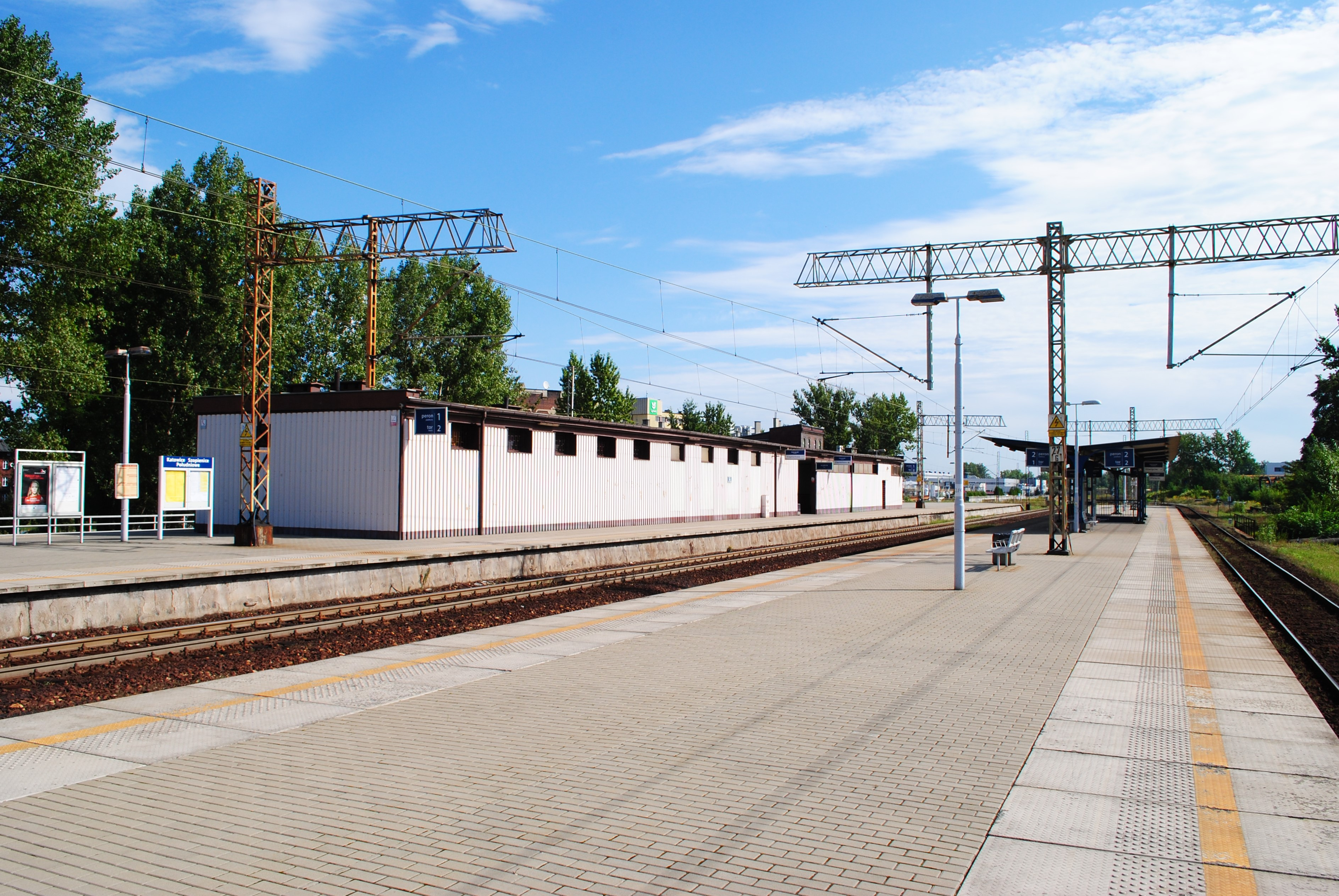
Przystanek osobowy Katowice Szopienice Południowe

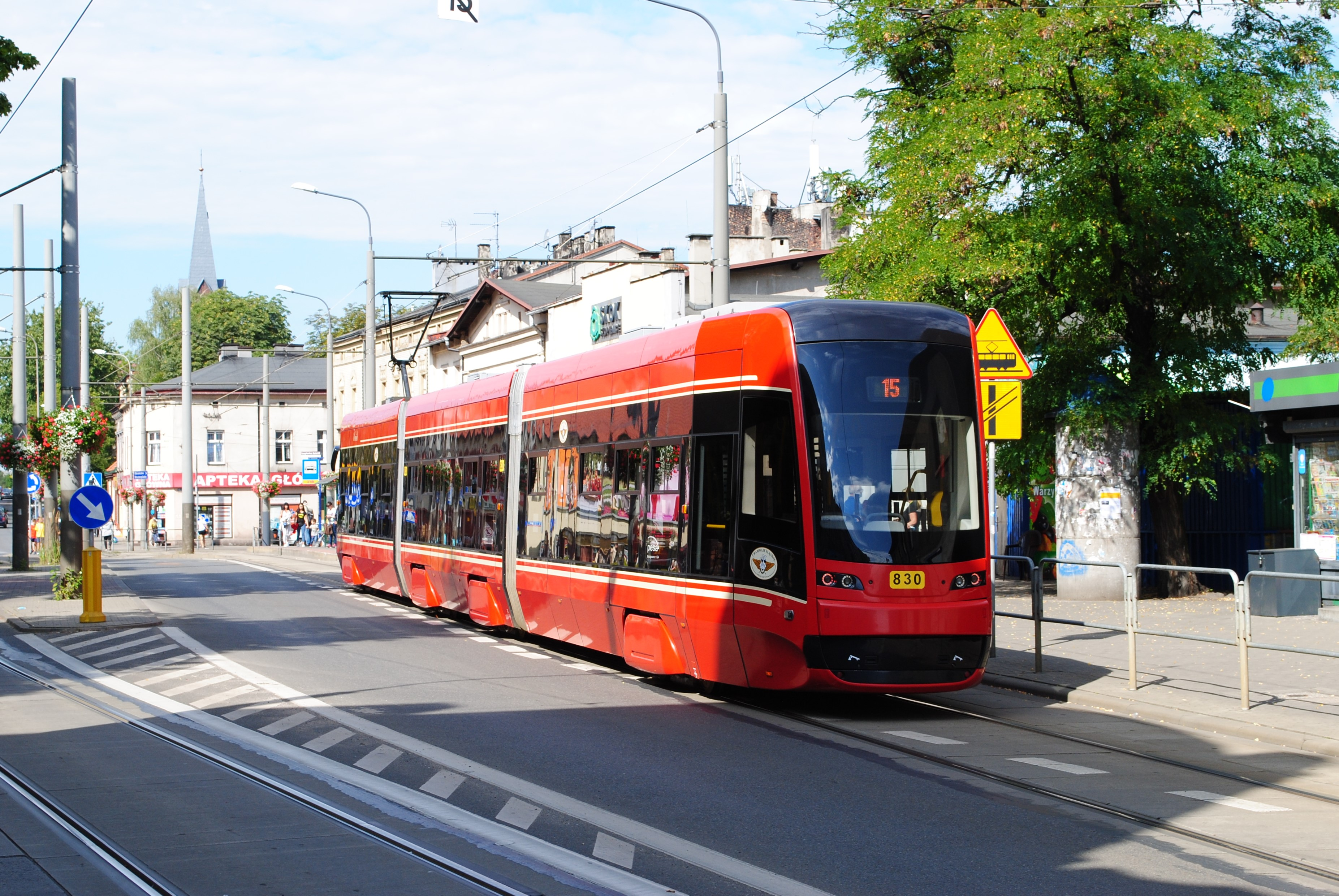
Tramwaj Pesa Twist 2012N na ulicy Wiosny Ludów

Główną drogą o zasięgu ponadlokalnym przebiegającą przez Szopienice jest ulica Bagienna (część drogi krajowej nr 79). Biegnie ona w południowej części Szopienic, w rejonie Wilhelminy, w kierunku wschód-zachód. Zapewnia ona połączenie dzielnicy w kierunku zachodnim z Chorzowem i Bytomiem, a w kierunku wschodnim z Mysłowicami, Jaworznem, Chrzanowem i Krakowem. Przy skrzyżowaniu z ulicami Krakowską i Lwowską tworzy duży węzeł drogowy z bezkolizyjnymi zjazdami.
W ruchu wewnątrzmiejskim podstawowe znaczenia mają drogi zbiorcze, a przez Szopienice biegną następujące z tych dróg:
- Ulica Lwowska – biegnie w osi północ-południe; w kierunku południowym zapewnia połączenie z drogą krajową nr 79 i dalej z Janowem[7].
- Ulica Obrońców Westerplatte – droga biegnąca przez zachodnią część Szopienice (Roździeń); w kierunku zachodnim łączy Szopienice z Zawodziem[53],
- Ulica Sosnowiecka – biegnie przez zespół przyrodniczo-krajobrazowy „Szopienice-Borki”; zapewnia połączenie Szopienic z Sosnowcem[53],
- Ulica Wiosny Ludów – biegnie w kierunku wschód-zachód przez centrum Szopienic i Drugie Szopienice; wzdłuż niej biegnie linia tramwajowa[7]; zapewnia połączenie Szopienic z Mysłowicami[53].

W centrum Szopienic znajduje się centralny punkt, w którym krzyżują się najważniejsze wewnętrzne drogi tej części miasta (ulice: Obrońców Westerplatte, Wiosny Ludów, Lwowska i ks. bp. H. Bednorza) – jest nim plac Powstańców Śląskich. Ponadto stanowi on lokalny ośrodek usługowo-handlowy Szopienic. Na placu znajduje się m.in. stacja rowerów miejskich Metrorower nr 27649.
Pierwszą linę kolejową do Szopienic oddano do użytku 3 października 1846 roku (obecnie fragment linii kolejowej nr 138) w ramach budowy linii kolejowej łączącej Wrocław Mysłowicami przez Towarzystwo Kolei Górnośląskiej. Ta sama spółka wybudowała łącznik do Sosnowca, uruchomiony dla regularnego ruchu pociągów 24 sierpnia 1859 roku (obecnie fragment linii kolejowej nr 1). Znajdowała się tu otwarta w 1870 roku stacja Szopienice Południowe (obecnie przystanek osobowy Katowice Szopienice Południowe). Szopienice zyskało jeszcze jedno połączenie w ramach oddzielnej linii, wybudowanej przez Kolej Prawego Brzegu Odry. Łączyła ona Tarnowskie Góry z Pszczyną. Oddano ją do użytku 15 listopada 1868 roku, a w Szopienicach wybudowano na niej osobną stację (obecnie Katowice Szopienice Północne).
Obecnie dla ruchu pasażerskiego wykorzystywany jest przystanek osobowy Katowice Szopienice Południowe. Wg stanu ze stycznia 2021 roku kursowały tu pociągi Kolei Śląskich w kierunku Częstochowy, Gliwic, Kluczborka, Oświęcimia, Tychów i Krakowa. Polregio również w tym czasie organizowało połączenia w kierunku Krakowa oraz do Kielc, Sędziszowa, Buska-Zdroju i Rzeszowa.
Tramwaje w Szopienicach kursują od 1900 roku w ramach budowy trasy z Królewskiej Huty przez Hajduki (Chorzów Batory), Katowice, Szopienice i Mysłowice. Koncesję na wybudowanie linii uzyskała spółka Górnośląskie Tramwaje Parowe, która 31 października tego samego roku oddała linię do użytku. Wg stanu ze stycznia 2021 roku, organizacją publicznego transportu zbiorowego w Szopienicach zajmuje się Zarząd Transportu Metropolitalnego.
Kursują tu autobusy i tramwaje kursujące na zlecenie Zarządu Transportu Metropolitalnego. W Szopienicach (bez rejonów Wilhelminy) znajduje się 14 przystanków, z czego z przystanku Szopienice Kościół według stanu z 2021 roku odjeżdżało 9 linii autobusowych (w tym jedna nocna), a także 4 linie tramwajowe. Autobusy zapewniają połączenia Szopienic z większością części Katowic, a także z sąsiednimi miastami: Mysłowicami, Chorzowem, Siemianowicami Śląskimi i Mikołowem. Tramwaje łączą Szopienice z Mysłowicami, Sosnowcem, a także Chorzowem przez dzielnice Katowic: Zawodzie, Śródmieście i Załęże.

## Architektura i urbanistyka

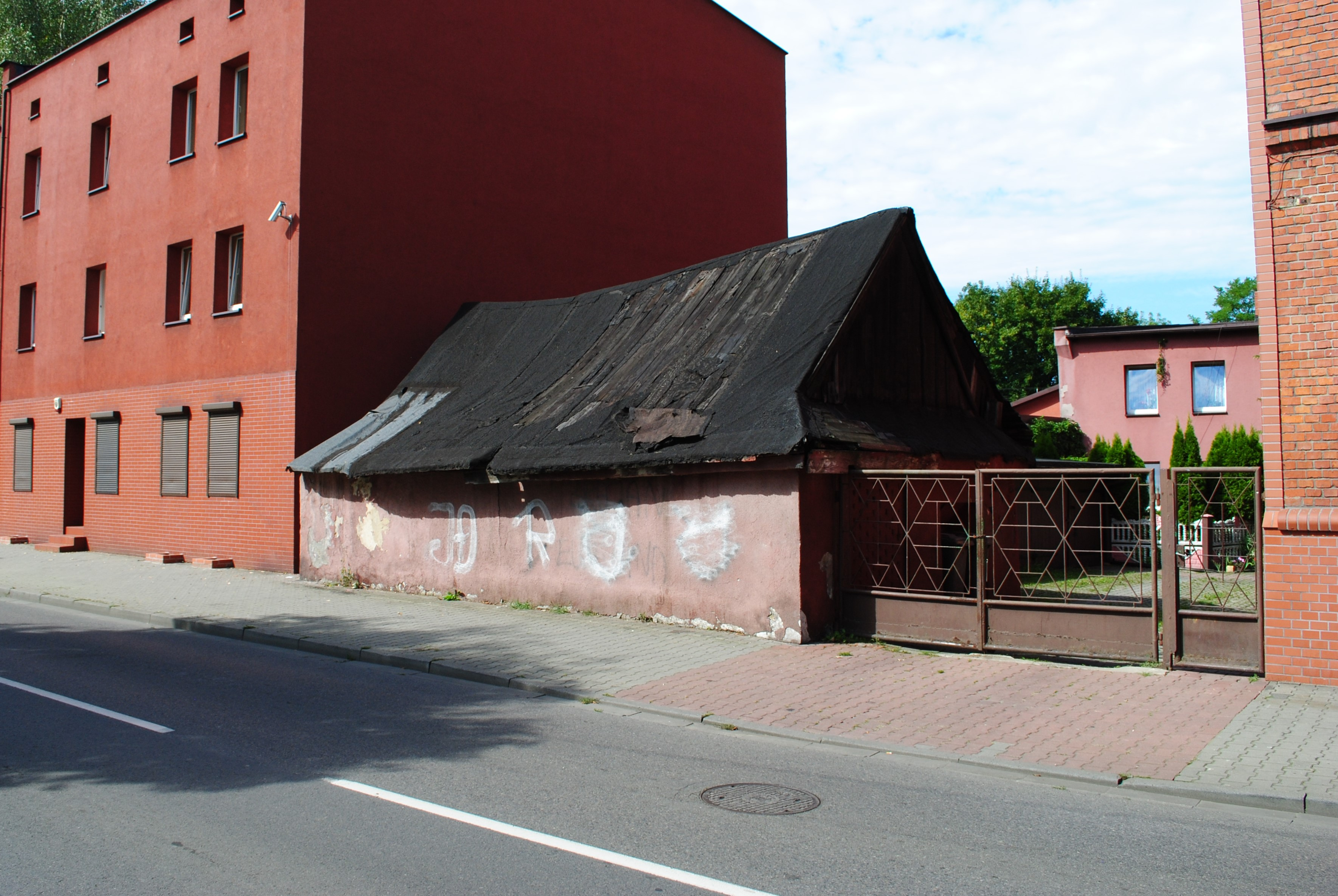
Dom przy ulicy Przelotowej

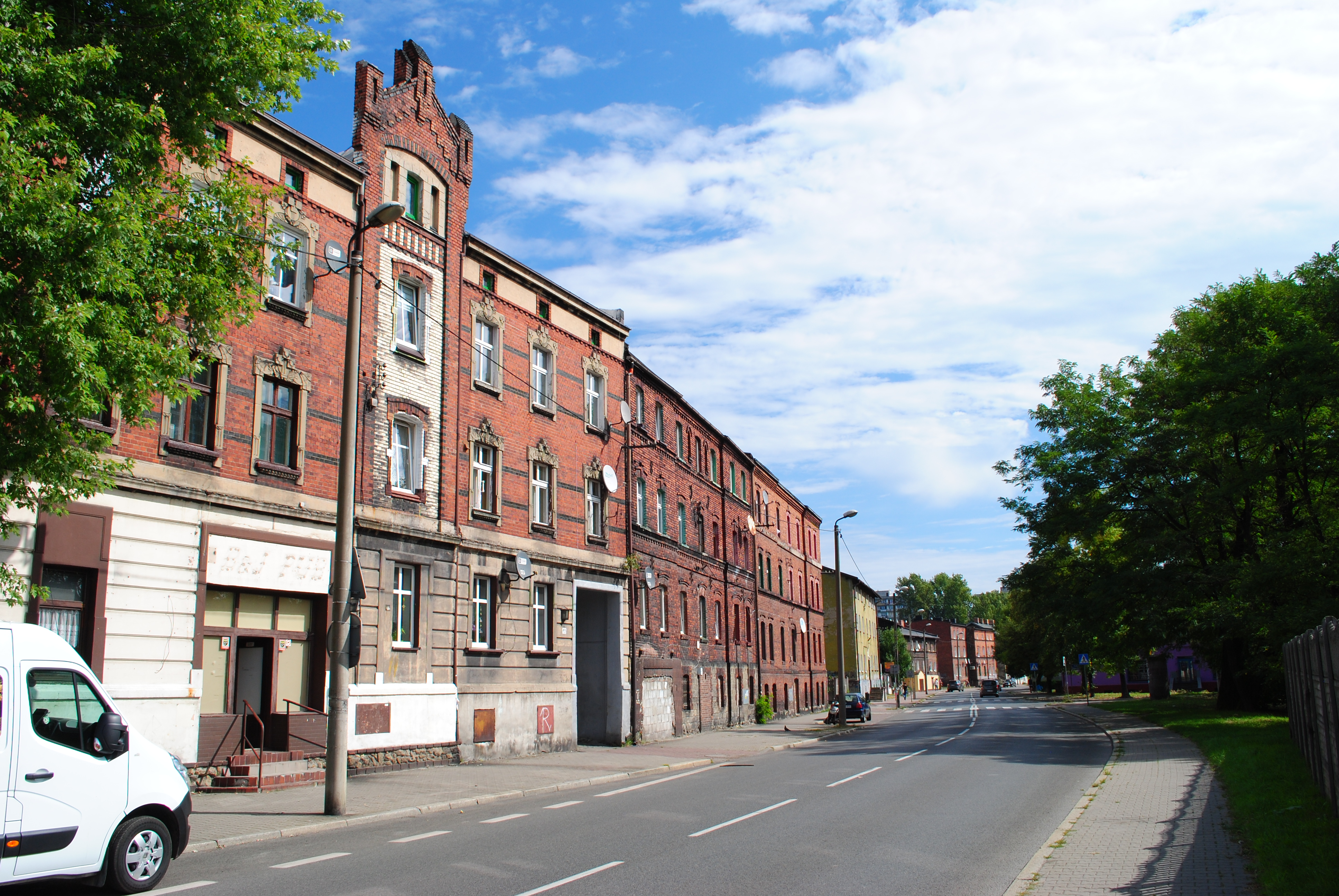
Kamienice przy ulicy Morawa

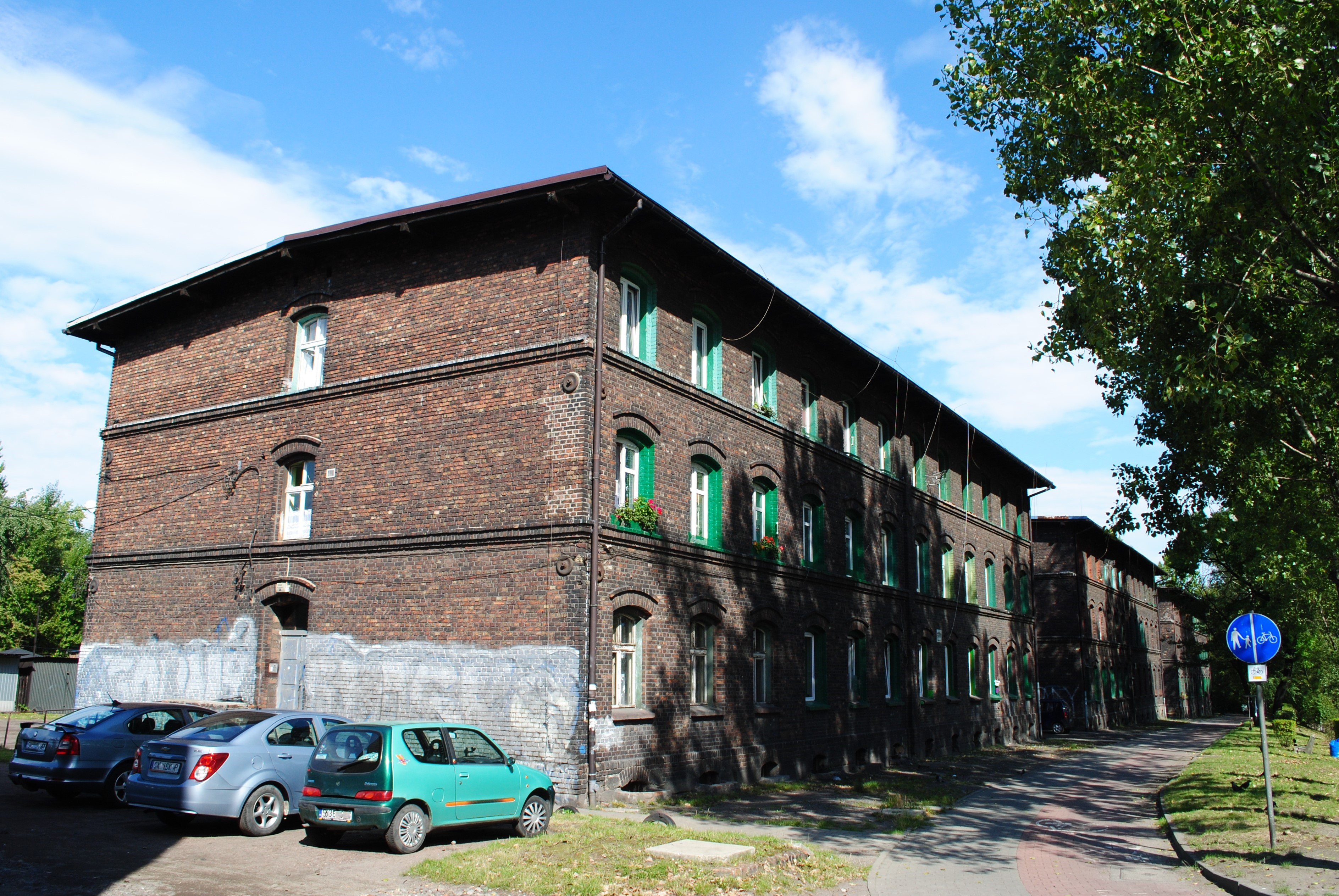
Kompleks familoków przy ulicy Lwowskiej (kolonia Helgoland)

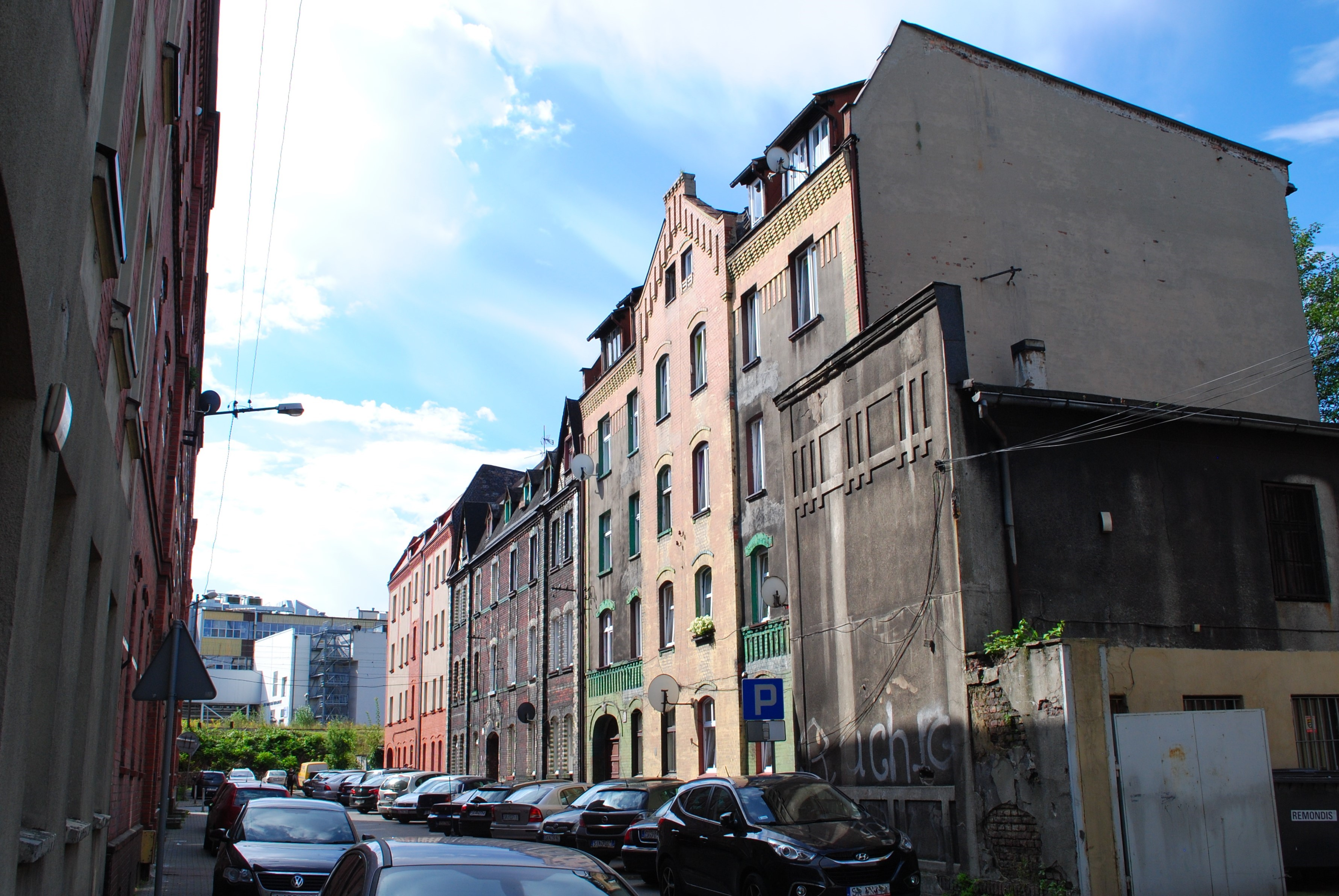
Kamienice przy ulicy J. Kantorówny

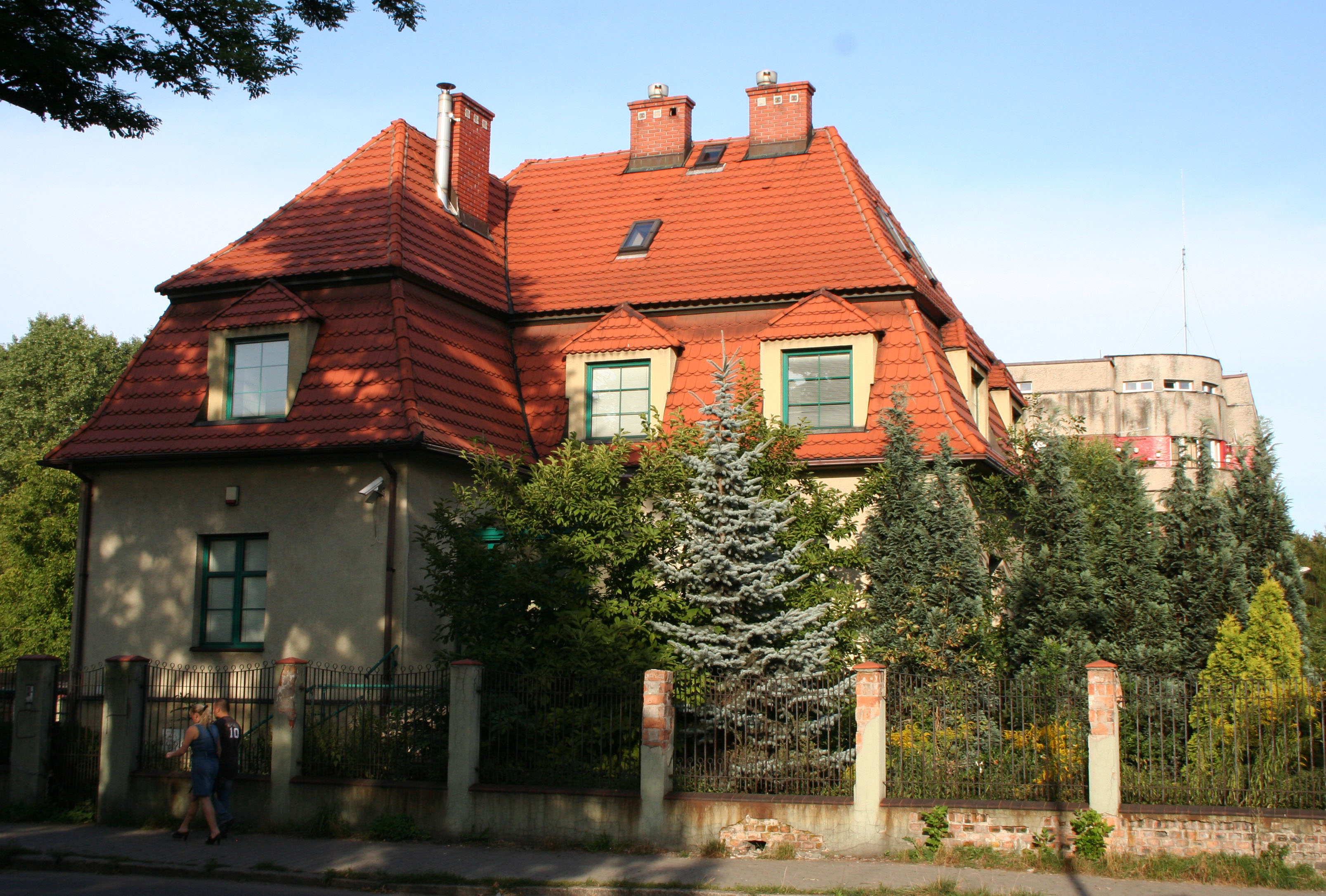
Zabytkowa willa na rogu ulic L. Zamenhofa i J. Kantorówny

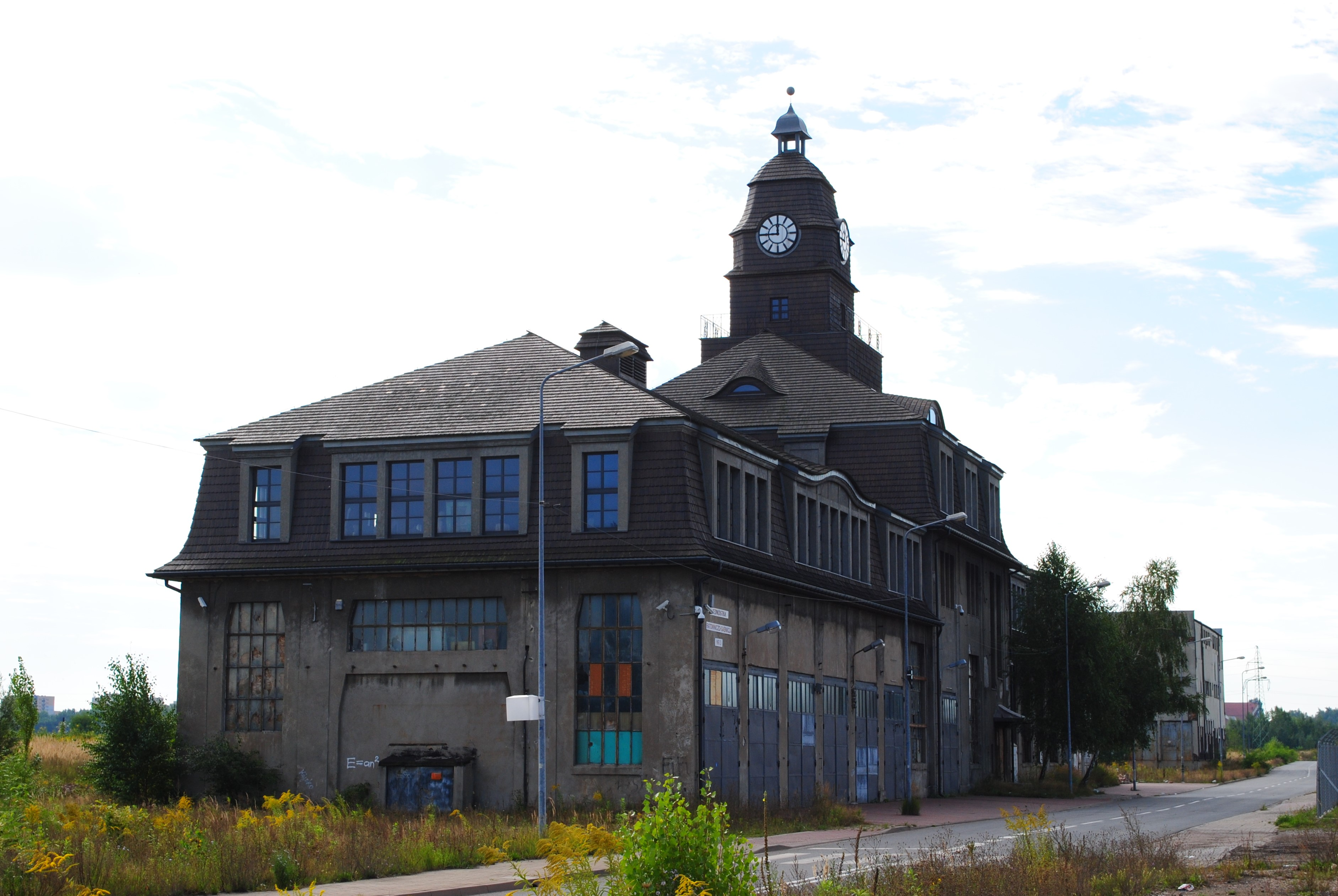
Dawny budynek administracyjny nieistniejącej huty „Uthemann”

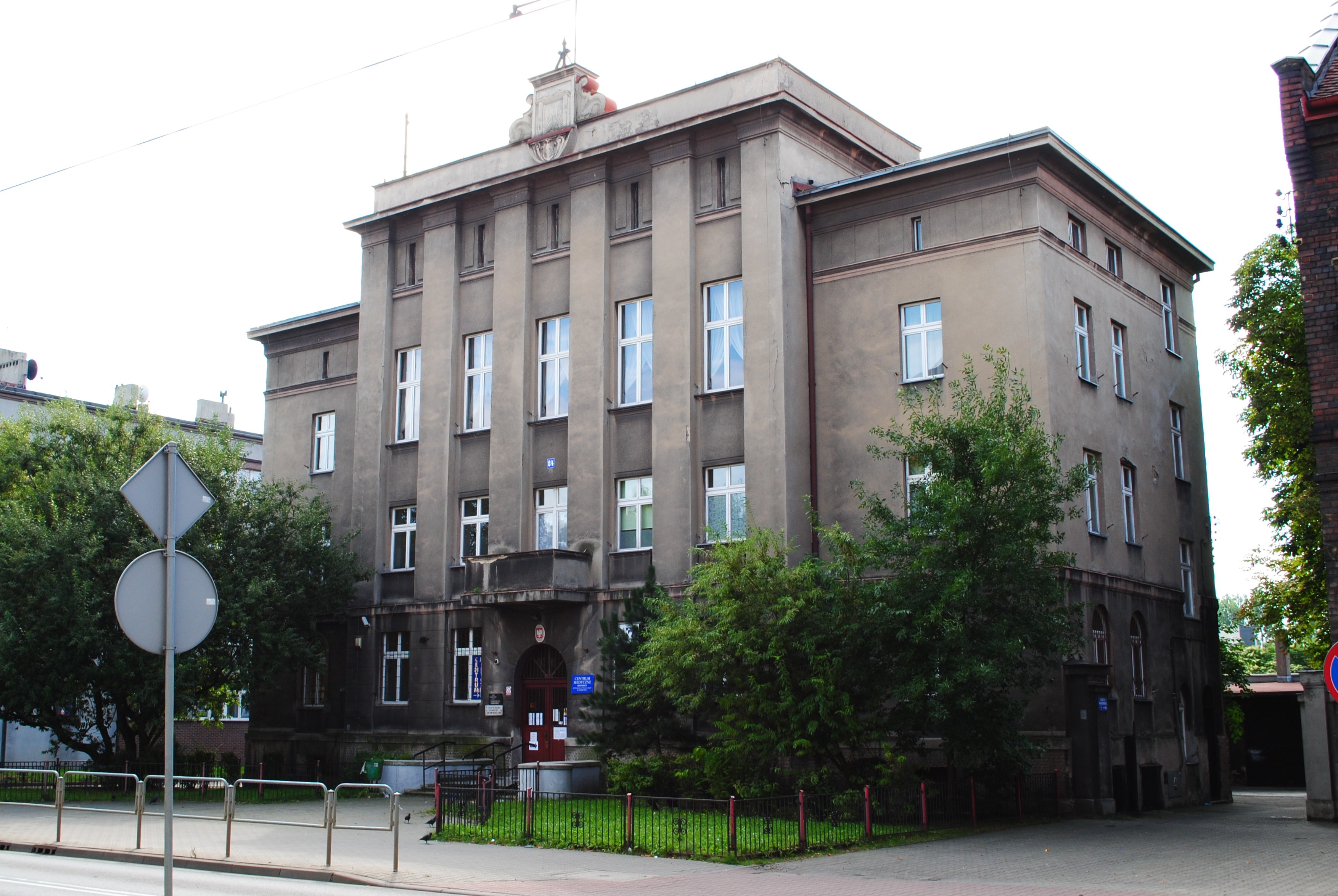
Dawny ratusz miasta Szopienice przy ulicy Wiosny Ludów 24

Obszar Szopienic został zabudowany w dużej mierze w przełomie XIX i XX wieku, z czego część powstałych wówczas budynków jest wpisana do rejestru zabytków. Zabudowa koncentruje się w rejonie placu Powstańców Śląskich, wzdłuż ulicy Wiosny Ludów (zachodni odcinek oraz w Drugich Szopienicach na wysokości ulicy Chemicznej), Obrońców Westerplatte, J. Kantorówny, przy skrzyżowaniu ulic Wiosny Ludów i Przelotowej, a także wzdłuż ulicy Morawa. W latach międzywojennym powstało stosunkowo niewiele obiektów. Jednym z nich jest zabytkowy budynek dawnego ratusza gminy Szopienice, ukończony w 1928 roku. W latach PRL-u nowa zabudowa powstała w środkowej części ulicy Wiosny Ludów oraz w rejonie ulic L. Zamenhofa, i Ciesielskiej. Pochodzi ona głównie z lat 50. i 60. XX wieku. Nowsza zabudowa została zlokalizowana przy na brzegu stawu Morawa – powstało tam osiedle Morawa, składające się z budynków wybudowanych głównie w połowie lat 70. XX wieku. W tamtym czasie też rozwijała się również strefa przemysłowa w rejonie ulic ks. mjr. K. Woźniaka i Krakowskiej. Po 1989 roku w Szopienicach powstawały jedynie pojedyncze obiekty, w tym hale na terenie fabryki Unilever i hala sklepu Selgros.

### Zabytki i obiekty historyczne
W Szopienicach znajdują się następujące zabytkowe i historyczne obiekty:
- Zespół kościelny kościoła św. Jadwigi Śląskiej (pl. Powstańców Śląskich 3); został wpisany do rejestru zabytków dnia 30 grudnia 1994 roku (nr rej.: A/1557/94; obecnie A/1235/23[65]); zespół kościelny obejmuje: kościół parafialny pod wezwaniem świętej Jadwigi z lat 1885–1887 w stylu neogotyckim; kaplicę Ogrójca z 1903 roku, wzniesioną według projektu Ludwika Schneidera w stylu neogotyckim; grupę rzeźb Adoracja Krzyża i Pietà z przełomu XIX i XX wieku.
- Kościół Ewangelicko-Augsburski Zbawiciela (ul. ks. bpa H. Bednorza 20); wpisany do rejestru zabytków 30 grudnia 2002 roku (nr rej.: A/76/02), wpis do rejestru zabytków obejmuje budynek kościoła wraz z najbliższym otoczeniem w ramach działki (z wyjątkiem ogrodzenia); kościół zaprojektował Gustaw Wernicke z Katowic, wzniesiono go w latach 1899–1901, w stylu neogotyckim, z cegły klinkierowej. W otoczeniu znajdują się: dawna apteka Graefe’go, dawna willa dra Stauba[66], a do 2023 istniała neogotycka plebania, wybudowana w latach 1907–1908 (zniszczona w wyniku wybuchu gazu w styczniu 2023).
- Dom handlowy – dawna szkoła katolicka (ul. ks. bpa H. Bednorza 1), obiekt wzniesiono w 1875 roku w stylu historyzmu, przebudowano w latach 30. i 40. XX wieku[67].
- Willa mieszkalna (ul. ks. bpa H. Bednorza 5), wybudowana w 1899 roku w stylu historyzmu, według projektu architekta H. Ritschela[67].
- Kamienica mieszkalna z oficyną (ul. ks. bpa H. Bednorza 7/7a), wzniesiona pod koniec XIX wieku w stylu historyzmu z elementami neogotyku[67].
- Kamienice z oficynami (ul. ks. bpa H. Bednorza 9, 11/11a), wybudowane pod koniec XIX wieku w stylu historyzmu[67].
- Ceglany budynek szkoły (ul. ks. bpa H. Bednorza 13), pochodzący z początku XX wieku[67].
- Kamienica mieszkalna – dawna apteka Graefe’go (ul. ks. bpa H. Bednorza 14), została wzniesiona w 1892 roku w stylu historyzmu, obiekt projektował architekt H. Ritschel[67]; nr rej. A/1165/23[68].
- Gmach dawnej szkoły ewangelickiej (ul. ks. bpa H. Bednorza 15), wybudowany na początku XX wieku, posiada cechy stylów: historyzmu ceglanego, neogotyku, modernizmu[67].
- Kamienica mieszkalna – dawna willa dra Stauba (ul. ks. bpa H. Bednorza 16), wzniesiona w 1892 roku w stylu historyzmu, zaprojektował ją architekt H. Ritschel[67].
- Kamienica mieszkalna – dawna kamienica F. Mixy (ul. ks. bpa H. Bednorza 22), wybudowana w 1908 roku dla Franza Mixy[69], posiada cechy stylu modernizmu i klasycyzmu[67].
- Zabytkowy budynek administracyjny (tzw. willa Jacobsena) z początku XX wieku (ul. ks. bpa H. Bednorza 60); wpisany do rejestru zabytków 17 czerwca 1982 roku (nr rej.: A/1042/22[70]), granice ochrony obejmują obiekt w ramach ogrodzenia[64]; kamienica jest murowana z cegły[71].
- Zespół zabudowy dawnego browaru i słodowni braci Mokrskich (ul. ks. bpa H. Bednorza 2a-6); wpisany do rejestru zabytków 13 listopada 1992 roku (nr rej.: A/1506/92), granice ochrony konserwatorskiej obejmują cały zespół zabudowań wraz z otoczeniem, jego układ przestrzenny, zieleń oraz ciągi komunikacyjne.
- Zabytkowa kamienica mieszkalna (ul. ks. bpa H. Bednorza 43); wzniesiona w stylu historyzmu ceglanego; w budynku zachowały się formy historycznej stolarki okiennej i drzwiowej, historyczny rodzaj pokrycia dachu (dachówka), detal architektoniczny i wystrój elewacji[72].
- Zabytkowa murowana kamienica (ul. ks. bpa H. Bednorza 49); wzniesiona w stylu historyzmu ceglanego[73].
- Zabytkowy gmach VI Liceum Ogólnokształcącego im. Jana Długosza (ul. Lwowska 2); wpisany do rejestru zabytków dnia 30 grudnia 1994 roku (nr rej.: A/1560/94), wzniesiony ok. 1905 roku według projektu Kunzego (budowniczego miejskiego z Opola), w stylu neogotyckim (podczas III powstania śląskiego był siedzibą Wojciecha Korfantego i Naczelnej Władzy Cywilnej i Wojskowej).
- Zabytkowa kamienica wraz z budynkiem gospodarczym (ul. Lwowska), wzniesione w drugiej połowie XIX wieku (budynek gospodarczy z 1896 roku), murowane[73].
- Murowany budynek dawnego hotelu Klippera (ul. Lwowska 5); wzniesiony pod koniec XIX wieku; obecnie mieści się w nim przychodnia specjalistyczna[73].
- Murowana kamienica (ul. Lwowska 7); wzniesiona pod koniec XIX wieku[73].
- Murowana kamienica (ul. Lwowska 10, róg z ul. Wypoczynkową 1); wzniesiona pod koniec XIX wieku[73].
- Murowana kamienica (ul. Lwowska 12, róg z ul. 11 Listopada 2); wzniesiona pod koniec XIX wieku[73].
- Murowana kamienica (ul. Lwowska 14, róg z ul. 11 Listopada 1); wzniesiona pod koniec XIX wieku[73].
- Murowana kamienica (ul. 11 Listopada 1, 3, 5, 7); wzniesiona w 1908 roku[73].
- Murowana kamienica (ul. 11 Listopada 4); wzniesiona na początku XX wieku[73].
- Zespół zabudowy dawnej huty cynku z lat 1908–1912: hala nr 1 pieców destylacyjnych wraz z kominami, budynek muflarni, magazynu blendy, cechowni, wieża ciśnień, portiernia nr 1, wysoka kolejka wąskotorowa na estakadzie; zespół wzniesiono w stylu modernizmu (zespół wpisano do rejestru zabytków 30 lipca 1978 roku, nr rej.: A/1227/78).
- Willa z pierwszego dziesięciolecia XX wieku, wolnostojąca, modernistyczna (ul. J. Kantorówny 20); wpisana do rejestru zabytków dnia 16 X 1995 roku (nr rej.: A/574/2019)[64].
- Zamek Prittwitz (ul. Krakowska 81-83), pochodzący z końca XIX wieku[74] (nr rej. A/672/2020 z 7 lipca 2020 roku)[64].
- Budynek szkoły wraz z salą gimnastyczną (ul. 11 Listopada 13); wzniesiony w latach 50. XX wieku.
- Zespół hal Przedsiębiorstwa Komunikacji Tramwajowej (ul. Wałowa 11); wzniesiony pod koniec XIX wieku[72].
- Klasztor sióstr Boromeuszek (dawny sierociniec katolicki św. Józefa; ul. Brynicy 14); z 1905 roku w stylu neogotyckim[67].
- Dawny ratusz miasta Szopienice z lat 1927–1928[75]; obecnie ośrodek zdrowia (ul. Wiosny Ludów 24; wpisany do rejestru zabytków 2 lipca 2020 roku pod nr rej. A/668/2020)[64].
- Budynek poczty (ul. Obrońców Westerplatte 17[76]); wzniesiony w 1930 roku[77].
- Hala sportowa Hutniczego Klubu Sportowego (HKS), pochodząca z początków XX wieku (ul. Obrońców Westerplatte 44); jej pierwszym właścicielem był Freund[77]; w 2011 roku halę rozebrano[78].
- Historyczny budynek (ul. Obrońców Westerplatte 9)[79],
- Zespół stacji kolejowej Katowice Szopienice Północne (wpisany do rejestru zabytków 22 marca 2022 roku; nr rej. A/948/2022), składający się z obiektów[80]:
  - budynku dworca kolejowego I klasy (pl. Ogród Dworcowy 1),
  - budynku dawnego biura celnego (pl. Ogród Dworcowy 1a).

## Oświata

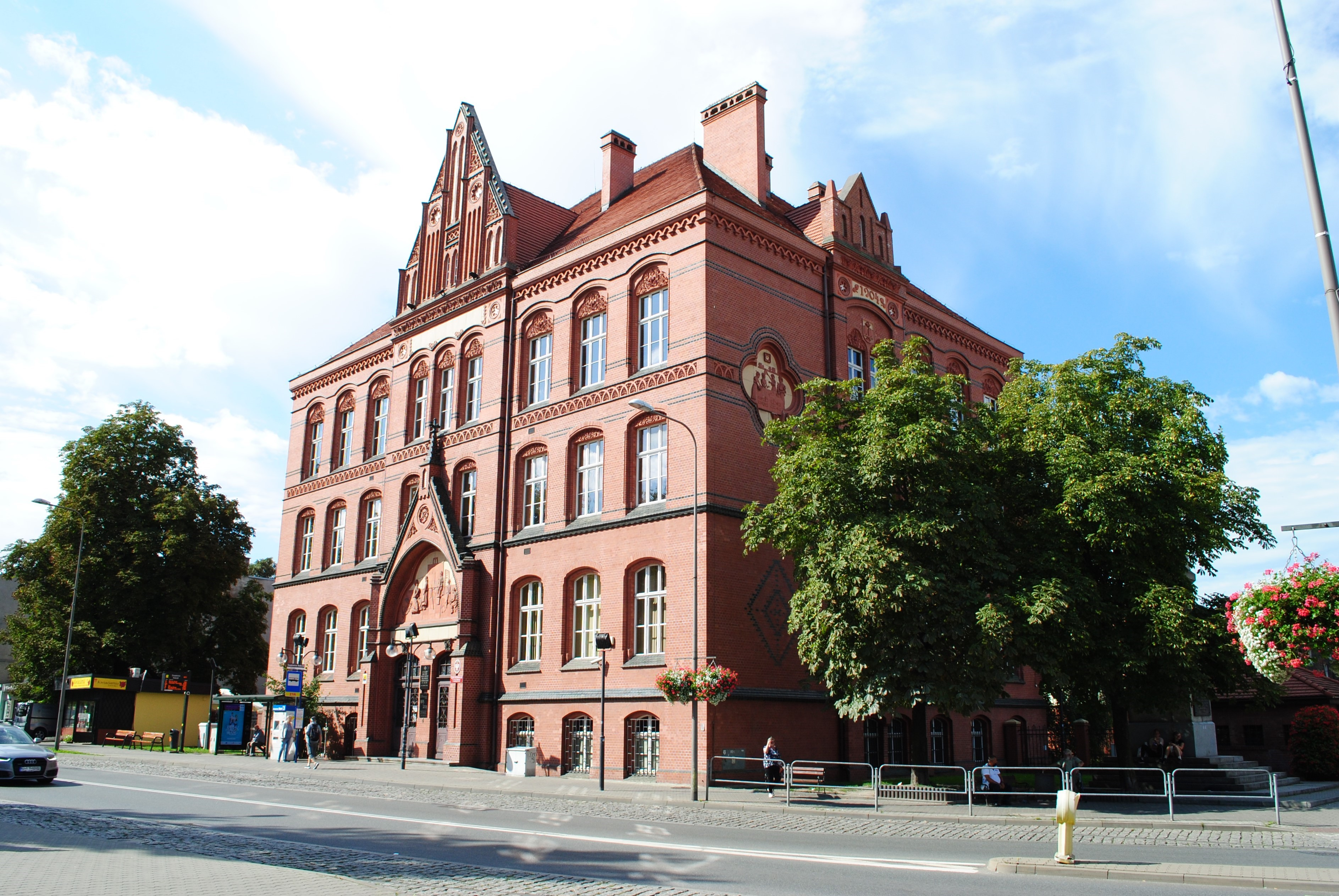
Gmach VI Liceum Ogólnokształcącego im. Jana Długosza przy ulicy Lwowskiej

Pierwsza szkoła powszechna w rejonie współczesnych Szopienic powstała w Roździeniu, lecz ze względu na jej przeludnienie zdecydowano się na budowę nowej szkoły w Szopienicach. Pierwszy budynek szkoły ukończono w 1899 roku. Znajduje się on przy ulicy Wiosny Ludów 22. Obecnie jest to Szkoła Podstawowa nr 42 w Katowicach, która jest częścią Zespołu Szkolno-Przedszkolnego nr 12 w Katowicach. Ze względu na niebezpieczeństwo w użytkowaniu starej szkoły w Roździeniu w kwietniu 1903 roku budynek wyburzono. Nowy budynek szkoły, posiadający m.in. 12 sal lekcyjnych, zaczęto wznosić wiosną 1904 roku. Naukę w nowym budynku rozpoczęły dziewczęta na początku roku szkolnego 1905/06. Była to wówczas Szkoła Powszechna Dla Dziewcząt nr IV. Obecnie w budynku, zlokalizowanym przy ulicy Lwowskiej 2 mieści się VI Liceum Ogólnokształcące im. Jana Długosza w Katowicach.
Następny gmach szkoły, znajdujący się przy obecnej ulicy Morawa 86, oddano do użytku w 1910 roku. Obecnie mieści się w nim Szkoła Podstawowa nr 44 im. Marii Curie-Skłodowskiej w Katowicach. Łącznie w 1914 roku w Szopienicach znajdowały się trzy szkoły powszechne, w których uczyło 23 nauczycieli, a jeszcze przed I wojną światową otwarto Wyższą Szkołę dla Dziewcząt. Szkoła ta od 1920 roku była żeńskim liceum. Po II wojnie światowej w Szopienicach rozwinęło się szkolnictwo średnie i zawodowe. Powstało wówczas VI Liceum Ogólnokształcące, Technikum Tłuszczowe i Technikum Hutnicze.

## Kultura, sport i rekreacja
Pierwsze organizacje kulturalne, wspólne dla mieszkańców Roździenia i Szopienic, powstawały w II połowie XIX wieku. W latach 1882–1889 funkcjonowało Katolickie Kasyno, które wystawiało sztuki teatralne. W 1898 roku w Roździeniu powstało gniazdo „Sokoła”. W 1910 roku rozpoczął działalność Chór Mieszany im. Stanisława Wyspiańskiego.
W Szopienicach urodziło się wielu wybitnych przedstawicieli świata kultury. Wśród nich był Kazimierz Kutz – reżyser i twórca wielu filmów o tematyce górnośląskiej, zrealizowanych m.in. na terenie Szopienic. Wydał on również powieść Piąta strona świata, którego akcja dzieje się w Szopienicach. W Szopienicach urodził się także Paweł Wróbel, który był jednym z malarzy nieprofesjonalistów, a także jego brat – Leopold Wróbel. Byli oni związani z Grupą Janowską. Artystą urodzonym w Szopienicach był również Zygmunt Magner – profesor warszawskiej Akademii Sztuk Pięknych.
Innych cenieni artyści i ludzie kultury urodzeni bądź związani z Szopienicami to m.in.: Hilary Krzysztofiak – malarz, grafik i scenograf teatralny, Henryk Bereska – tłumacz literatury polskiej na język niemiecki i literat, Sławomir Brzoska – artysta plastyk, podróżnik, Anna Kańtoch – pisarka, Halina Lerman – malarka, Józef Ryszka – poeta, Michał Smolorz – producent telewizyjny, felietonista i Andrzej Szewczyk – artysta plastyk.

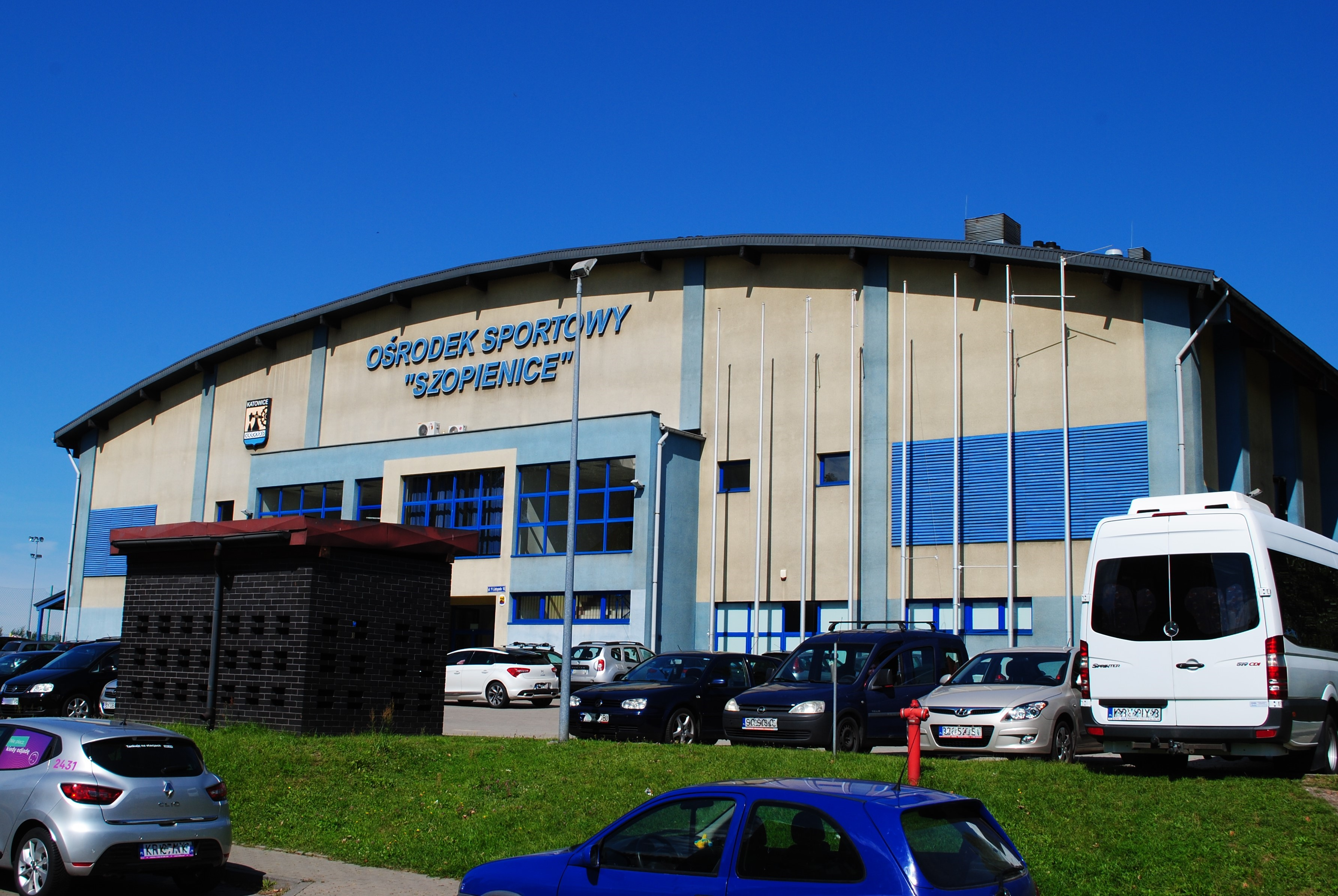
Ośrodek Sportowy Szopienice administrowany przez MOSiR Katowice przy ulicy 11 Listopada

Od 1994 roku w Szopienicach funkcjonowała fundacja Pro-Eko Szopienice, która została powołana z inicjatywy Szopienickiego Komitetu Obywatelskiego. Od 1995 do 2017 roku wydawała ona miesięcznik Roździeń. Organizowała ona też liczne wydarzenia kulturalne, w tym Dni Szopienic, wystawy fotograficzne czy wydanie pocztówek z widokami Szopienic. Fundacja została zlikwidowana w 2019 roku. Od 2016 roku w Szopienicach działa Fundacja z Pasją, która prowadzi warsztaty teatralne i wydaje od 2018 roku nowe czasopismo – Miesięcznik Roździeński
Na terenie Szopienic działa Hutniczy Klub Sportowy „Szopienice”, z siedzibą przy ulicy 11 Listopada 11. Jest to jeden z najbardziej zasłużonych klubów Katowic, który jest spadkobiercą kilku przedwojennych szopienickich klubów sportowych, które zostały połączone w 1937 roku. Klub reaktywowano po II wojnie światowej. Prowadził liczne sekcje sportowe, z czego kontynuowane jest jedynie sekcja podnoszenia ciężarów. Z klubem związani są tacy sportowcy, jak: Czesław Białas, Marek Seweryn i Leszek Skorupa. Z HKS Szopienice w 2005 roku powstał Uczniowski Klub Sportowy „Szopienice”, a w 2008 roku oddano do użytku nową halę sportową.
Z Szopienic pochodzi też kilka utytułowanych sportowców, a także działaczy sportowych, w tym m.in.: Danuta Berezowska-Prociów (lekkoatletka, specjalistka skoku wzwyż), Janusz Sidło (lekkoatleta i oszczepnik), Edward Szymkowiak (piłkarz, bramkarz reprezentacji Polski), Andrzej Gowarzewski (dziennikarz sportowy, znawca i historyk piłki nożnej) czy Eryk Wyra (polski działacz sportowy).
Przy ulicy 11 Listopada 16 znajduje się Ośrodek Sportowy „Szopienice” administrowany przez MOSiR Katowice. Wyposażony on jest w halę sportową wraz z siłownią i sauną, dwa boiska sportowe oraz dwa korty tenisowe.

## Religia

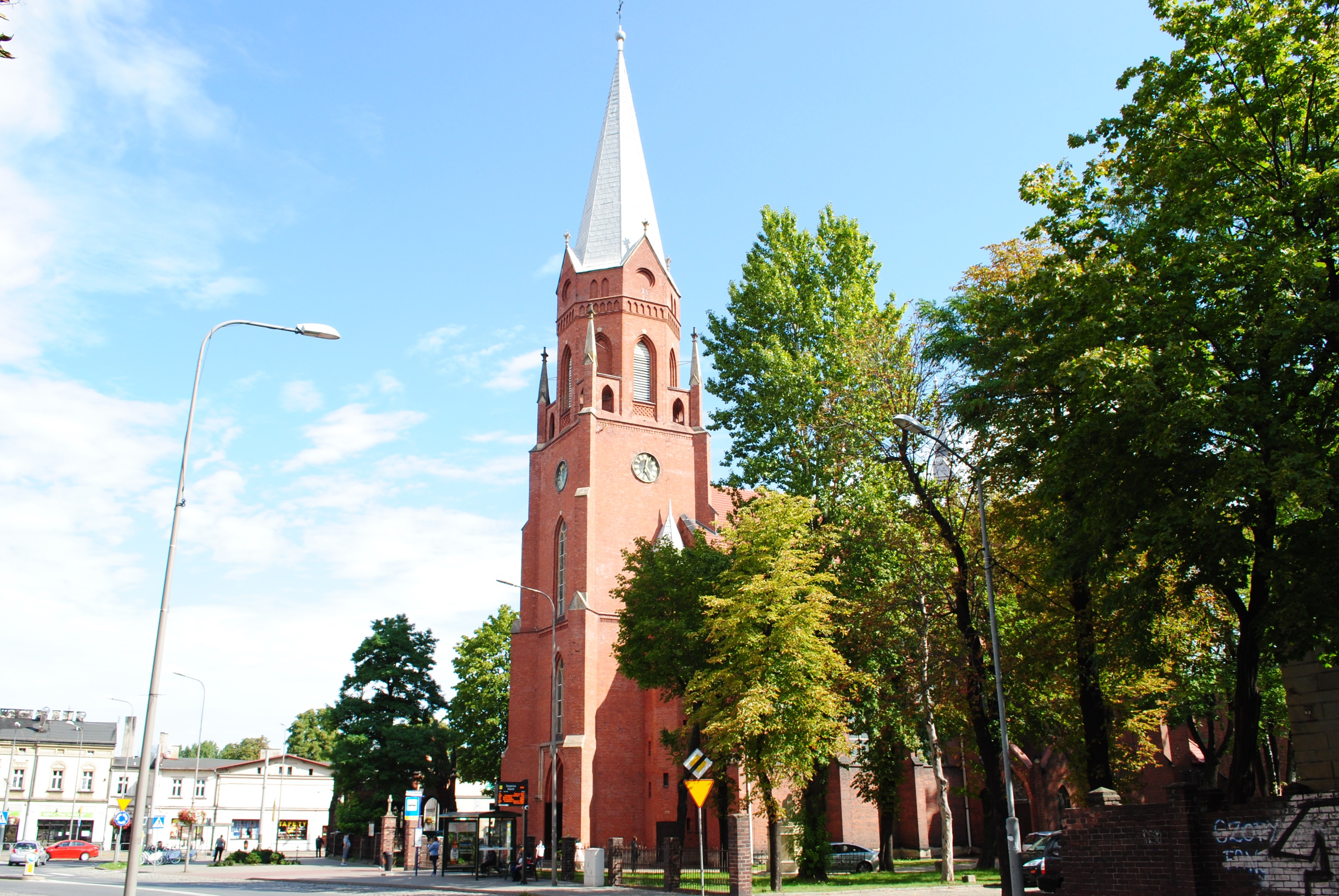
Kościół św. Jadwigi Śląskiej przy placu Powstańców Śląskich

Pierwotnie mieszkańcy Szopienic przynależeli do parafii w Mysłowicach. Pierwszy, drewniany budynek kościoła wybudowano w 1868 roku w rejonie historycznej granicy Roździenia i Szopienic. Rzymskokatolicką parafię erygowano 24 lutego 1872 (bądź 1 lipca 1871) roku. Neogotycki budynek kościoła św. Jadwigi powstał w latach 1885–1887. Jego konsekracja odbyła się 1 maja 1902 roku. Kościół znajduje się przy placu Powstańców Śląskich. Parafia szopienicka, znajdująca się w dekanacie Katowice-Bogucice archidiecezji katowickiej, liczyła w 2014 roku około 13200 wiernych. Do parafii przynależy cmentarz katolicki przy ulicy Brynicy. Przy tej samej ulicy, pod numerem 14, znajduje się klasztor Zgromadzenie Sióstr Miłosierdzia św. Karola Boromeusza, które prowadzą Ośrodek Wychowawczy.
Z Szopienic pochodzi Piotr Libera – biskup płocki, był sekretarz generalny Konferencji Episkopatu Polski.
W Szopienicach działa Parafia Ewangelicko-Augsburska. Należy ona do diecezji katowickiej. Posiada ona swoją siedzibę przy ulicy ks. bpa Herberta Bednorza 20. Parafia powstała w 1885 roku jako filiał Roździeń Parafii Ewangelicko-Augsburskiej w Mysłowicach. Pierwotnie nabożeństwa odbywały się w wynajmowanych salach. W 1899 roku rozpoczęto budowę kościoła ewangelickiego, którego poświęcenie nastąpiło 6 marca 1901 roku
W Szopienicach siedzibę ma jeszcze jedna wspólnota religijna: Kościół Zielonoświątkowy Zbór Serce Metropolii w Katowicach (ul. H. Bednorza 2a-6).